# Liga Europa de la UEFA 2022-23
La Liga Europa de la UEFA 2022-23 fue la 52.ª edición de la competición y la 14.ª desde que se adoptó el nombre actual de la competición. El torneo se disputó desde agosto de 2022 hasta mayo de 2023 y la final se disputó en el Puskás Aréna de Budapest, Hungría. 
En esta edición el Sevilla se coronó campeón y alcanzó su séptimo título tras derrotar en la final a la Roma en la tanda de penaltis por 4-1. Por ello, disputó la Supercopa de Europa 2023 contra el campeón de la Liga de Campeones de la UEFA 2022-23 y además se clasificó para la fase de grupos de la Liga de Campeones de la UEFA 2023-24.
Los equipos españoles han ganado 9 de las últimas 14 ediciones de este torneo.

## Asignación de equipos por asociación
Participaron 57 equipos de 33 de las 55 asociaciones miembros de la UEFA en la Liga Europa de la UEFA 2022-23. Para determinar el número de equipos participantes de cada asociación se usa la clasificación por asociación basada en los coeficientes de país de la UEFA.
- Las asociaciones 1–5 tienen dos equipos clasificados cada una.
- Las asociaciones 6–17 (excepto Rusia) tienen un equipo clasificado cada una.
- Además, se transfirieron a la Liga Europa 36 equipos eliminados de la Liga de Campeones de la UEFA 2022–23.

### Clasificación de la asociación
Para la Liga Europa 2022-23, se asignan plazas a las asociaciones de acuerdo con sus coeficientes de país de la UEFA 2021, que tiene en cuenta su desempeño en las competiciones europeas de 2016-17 a 2020-21. Además, las asociaciones pueden tener equipos adicionales participando en la Liga Europa, como se indica a continuación:
| Clasif. | Asociación      | Coef.   | Equipos  | Notas    |
| ------- | --------------- | ------- | -------- | -------- |
| 1       | Inglaterra      | 100.569 | 2        |          |
| 2       | España          | 97.855  | 2        | +2 (UCL) |
| 3       | Italia          | 75.438  | 2        | +1 (UCL) |
| 4       | Alemania        | 73.570  | 2        | +1 (UCL) |
| 5       | Francia         | 56.081  | 2        | +1 (UCL) |
| 6       | Portugal        | 48.549  | 1        | +1 (UCL) |
| 7       | Países Bajos    | 39.200  | +2 (UCL) |          |
| 8       | Rusia           | 38.382  | 0        |          |
| 9       | Bélgica         | 36.500  | 1        | +1 (UCL) |
| 10      | Austria         | 35.825  | +2 (UCL) |          |
| 11      | Escocia         | 33.375  |          |          |
| 12      | Ucrania         | 33.100  | +2 (UCL) |          |
| 13      | Turquía         | 30.100  | +2 (UCL) |          |
| 14      | Dinamarca       | 27.875  | +1 (UCL) |          |
| 15      | Chipre          | 27.750  | +2 (UCL) |          |
| 16      | Serbia          | 26.750  | +1 (UCL) |          |
| 17      | República Checa | 26.600  |          |          |
| 18      | Croacia         | 26.275  | 0        |          |
| 19      | Suiza           | 26.225  | 0        | +1 (UCL) |

| Clasif. | Asociación           | Coef.  | Equipos | Notas    |
| ------- | -------------------- | ------ | ------- | -------- |
| 20      | Grecia               | 26.000 | 0       | +1 (UCL) |
| 21      | Israel               | 24.375 | 0       |          |
| 22      | Noruega              | 21.000 | 0       | +1 (UCL) |
| 23      | Suecia               | 20.500 | 0       | +1 (UCL) |
| 24      | Bulgaria             | 20.375 | 0       | +1 (UCL) |
| 25      | Rumania              | 18.200 | 0       |          |
| 26      | Azerbaiyán           | 16.875 | 0       | +1 (UCL) |
| 27      | Kazajistán           | 15.625 | 0       |          |
| 28      | Hungría              | 15.500 | 0       | +1 (UCL) |
| 29      | Bielorrusia          | 15.250 | 0       |          |
| 30      | Polonia              | 15.125 | 0       |          |
| 31      | Eslovenia            | 14.250 | 0       | +1 (UCL) |
| 32      | Eslovaquia           | 13.625 | 0       | +1 (UCL) |
| 33      | Liechtenstein        | 9.000  | 0       |          |
| 34      | Lituania             | 8.750  | 0       | +1 (UCL) |
| 35      | Luxemburgo           | 8.250  | 0       | +1 (UCL) |
| 36      | Bosnia y Herzegovina | 8.000  | 0       |          |
| 37      | Irlanda              | 7.875  | 0       | +1 (UCL) |

| Clasif. | Asociación          | Coef. | Equipos | Notas    |
| ------- | ------------------- | ----- | ------- | -------- |
| 38      | Macedonia del Norte | 7.625 | 0       | +1 (UCL) |
| 39      | Armenia             | 7.375 | 0       | +1 (UCL) |
| 40      | Letonia             | 7.375 | 0       |          |
| 41      | Albania             | 7.250 | 0       |          |
| 42      | Irlanda del Norte   | 6.958 | 0       | +1 (UCL) |
| 43      | Finlandia           | 6.875 | 0       | +1 (UCL) |
| 44      | Moldavia            | 6.875 | 0       | +1 (UCL) |
| 45      | Georgia             | 6.875 | 0       |          |
| 46      | Malta               | 6.375 | 0       |          |
| 47      | Islas Feroe         | 6.125 | 0       |          |
| 48      | Kosovo              | 5.833 | 0       |          |
| 49      | Gibraltar           | 5.666 | 0       |          |
| 50      | Montenegro          | 5.000 | 0       |          |
| 51      | Gales               | 5.000 | 0       |          |
| 52      | Islandia            | 4.875 | 0       |          |
| 53      | Estonia             | 4.750 | 0       |          |
| 54      | Andorra             | 3.331 | 0       |          |
| 55      | San Marino          | 1.166 | 0       |          |

### Distribución
Los equipos accederán de acuerdo a la lista de acceso.
|                                                       |                                                       | Equipos que entran en esta fase | Equipos que provienen de la fase anterior | Equipos transferidos de la Liga de Campeones |
| ----------------------------------------------------- | ----------------------------------------------------- | --- | --- | --- |
| Tercera ronda clasificatoria (14 equipos)             | Ruta de Campeones (10 equipos)                        | | | - 10 perdedores de la Ruta de Campeones de la Segunda ronda clasificatoria de la Liga de Campeones |
| Tercera ronda clasificatoria (14 equipos)             | Ruta de Liga (4 equipos)                              | - 2 ganadores de copa nacionales de asociaciones 16-17                                                                                                  | | - 2 perdedores de la Ruta de Liga de la Segunda ronda clasificatoria de la Liga de Campeones |
| Ronda de Play-Off (20 equipos)                        | Ronda de Play-Off (20 equipos)                        | - 7 ganadores de copa nacionales de asociaciones 8-15 (excluyendo Rusia)                                                                                | - 5 ganadores de la Ruta de Campeones de la Tercera ronda clasificatoria - 2 ganadores de la Ruta de Liga de la Tercera ronda clasificatoria | - 6 perdedores de la Ruta de Campeones de la Tercera ronda clasificatoria de la Liga de Campeones |
| Fase de grupos (32 equipos)                           | Fase de grupos (32 equipos)                           | - 7 ganadores de copa nacionales de asociaciones 1-7 - 1 equipos en cuarto lugar de la asociación 5 - 4 equipos en quinto lugar de las asociaciones 1-4 | - 10 ganadores de la Ronda de Play-Off | - 4 perdedores de la Ronda de Play-Off de la Liga de Campeones (Ruta de Campeones) - 2 perdedores de la Ronda de Play-Off de la Liga de Campeones (Ruta de Liga) - 4 perdedores de la Tercera Ronda clasificatoria de la Liga de Campeones (Ruta de Liga) |
| Ronda Preliminar de la Fase Eliminatoria (16 equipos) | Ronda Preliminar de la Fase Eliminatoria (16 equipos) | | - 8 subcampeones de la fase de grupos | - 8 equipos clasificados en tercer lugar de la fase de grupos de la Liga de Campeones |
| Fase Eliminatoria (16 equipos)                        | Fase Eliminatoria (16 equipos)                        | | - 8 ganadores de la fase de grupos - 8 ganadores de la ronda preliminar de la fase eliminatoria                                              | |

## Equipos
- LEC: Campeón vigente de la Liga Europa Conferencia
- CC: Campeón de copa
- N.º: Posición de liga
- LC: Procedente de la Liga de Campeones
  - FG: Tercero en fase de grupos
  - PO: Perdedor en la ronda de play-off
  - 3R: Perdedor de la tercera ronda previa
  - 2R: Perdedor de la segunda ronda previa

En cursiva los equipos debutantes.
| Ronda Preliminar de la Fase Eliminatoria | Ronda Preliminar de la Fase Eliminatoria | Ronda Preliminar de la Fase Eliminatoria | Ronda Preliminar de la Fase Eliminatoria |  |
| ---------------------------------------- | ---------------------------------------- | ---------------------------------------- | ---------------------------------------- |  |
| Ajax (LC FG)                             | Barcelona (LC FG)                        | Salzburgo (LC FG)                        | Sevilla (LC FG)                          |  |
| Bayer Leverkusen (LC FG)                 | Sporting de Portugal (LC FG)             | Shakhtar Donetsk (LC FG)                 | Juventus (LC FG)                         |  |
| Fase de grupos                           |                                          |                                          |                                          |  |
| Arsenal (5.º)                            | Unión Berlín (5.º)                       | Qarabağ (LC PO)                          | Mónaco (LC 3R)                           |  |
| Manchester United (6.º)                  | Friburgo (6.º)                           | Bodø/Glimt (LC PO)                       | Sturm Graz (LC 3R)                       |  |
| Real Betis (CC)                          | Nantes (CC)                              | Estrella Roja (LC PO)                    | Union Saint-Gilloise (LC 3R)             |  |
| Real Sociedad (6.º)                      | Rennes (4.º)                             | Trabzonspor (LC PO)                      | Midtjylland (LC 3R)                      |  |
| Lazio (5.º)                              | Braga (4.º)                              | Dinamo Kiev (LC PO)                      |                                          |  |
| Roma (6.º)LEC                            | Feyenoord (3.º)                          | PSV (LC PO)                              |                                          |  |
| Ronda de Play-Off                        |                                          |                                          |                                          |  |
| Gent (CC)                                | Sivasspor (CC)                           | Apollon Limassol (LC 3R)                 | Sheriff Tiraspol (LC 3R)                 |  |
| Austria Viena (3.º)                      | Silkeborg (3.º)                          | Ferencváros (LC 3R)                      | Žalgiris (LC 3R)                         |  |
| Heart of Midlothian (3.º)                | Omonia Nicosia (CC)                      | Ludogorets Razgrad (LC 3R)               | Pyunik (LC 3R)                           |  |
| Dnipro-1 (CAN-3.º)                       |                                          |                                          |                                          |  |
| Tercera ronda clasificatoria             |                                          |                                          |                                          |  |
| Ruta de Campeones                        | Ruta de Campeones                        | Ruta de Liga                             | Ruta de Liga                             |  |
| Slovan Bratislava (LC 2R)                | Malmö (LC 2R)                            | Partizán (2.º)                           | AEK Larnaca (LC 2R)                      |  |
| Shkupi (LC 2R)                           | Shamrock Rovers (LC 2R)                  | Slovácko (CC)                            | Fenerbahçe (LC 2R)                       |  |
| Zürich (LC 2R)                           | Maribor (LC 2R)                          |                                          |                                          |  |
| HJK (LC 2R)                              | Olympiakos (LC 2R)                       |                                          |                                          |  |
| Linfield (LC 2R)                         | F91 Dudelange (LC 2R)                    |                                          |                                          |  |

## Calendario
El calendario de la competición es el siguiente. Todos los sorteos se celebraron en la sede de la UEFA en Nyon, Suiza.
| Fase              | Ronda             | Sorteo                 | Ida                                                        | Vuelta                                                     |
| ----------------- | ----------------- | ---------------------- | ---------------------------------------------------------- | ---------------------------------------------------------- |
| Clasificación     | Tercera ronda     | 18 de julio de 2022    | 4 de agosto de 2022                                        | 11 de agosto de 2022                                       |
| Play-off          | Ronda de Play-off | 2 de agosto de 2022    | 18 de agosto de 2022                                       | 25 de agosto de 2022                                       |
| Fase de grupos    | Jornada 1         | 26 de agosto de 2022   | 8 de septiembre de 2022                                    | 8 de septiembre de 2022                                    |
| Fase de grupos    | Jornada 2         | 26 de agosto de 2022   | 15 de septiembre de 2022                                   | 15 de septiembre de 2022                                   |
| Fase de grupos    | Jornada 3         | 26 de agosto de 2022   | 6 de octubre de 2022                                       | 6 de octubre de 2022                                       |
| Fase de grupos    | Jornada 4         | 26 de agosto de 2022   | 13 de octubre de 2022                                      | 13 de octubre de 2022                                      |
| Fase de grupos    | Jornada 5         | 26 de agosto de 2022   | 27 de octubre de 2022                                      | 27 de octubre de 2022                                      |
| Fase de grupos    | Jornada 6         | 26 de agosto de 2022   | 3 de noviembre de 2022                                     | 3 de noviembre de 2022                                     |
| Fase eliminatoria | Play-offs         | 7 de noviembre de 2022 | 16 de febrero de 2023                                      | 23 de febrero de 2023                                      |
| Fase eliminatoria | Octavos           | 24 de febrero de 2023  | 9 de marzo de 2023                                         | 16 de marzo de 2023                                        |
| Fase eliminatoria | Cuartos           | 17 de marzo de 2023    | 13 de abril de 2023                                        | 20 de abril de 2023                                        |
| Fase eliminatoria | Semifinales       | 17 de marzo de 2023    | 11 de mayo de 2023                                         | 18 de mayo de 2023                                         |
| Fase eliminatoria | Final             | 17 de marzo de 2023    | 31 de mayo de 2023 en el Puskás Aréna en Budapest, Hungría | 31 de mayo de 2023 en el Puskás Aréna en Budapest, Hungría |

## Fase clasificatoria

### Tercera ronda clasificatoria
La tercera ronda clasificatoria se divide en dos secciones separadas: Ruta de Campeones (para los campeones de las ligas) y Ruta de Liga (para los ganadores de las copas y los no campeones de las ligas). Un total de 14 equipos jugarán en la ronda previa; los siete perdedores jugarán la Cuarta Ronda Clasificatoria de la Liga Europa Conferencia de la UEFA.
| Equipo 1        | Agr.         | Equipo 2          | Ida | Vuelta |
| --------------- | ------------ | ----------------- | --- | ------ |
| Malmö           | 5–2          | F91 Dudelange     | 3–0 | 2–2    |
| Shamrock Rovers | 5–2          | Shkupi            | 3–1 | 2–1    |
| Linfield        | 0–5          | Zürich            | 0–2 | 0–3    |
| Olympiakos      | 3–3 (4–3 p.) | Slovan Bratislava | 1–1 | 2–2    |
| Maribor         | 0–3          | HJK               | 0–2 | 0–1    |

| Equipo 1    | Agr. | Equipo 2 | Ida | Vuelta |
| ----------- | ---- | -------- | --- | ------ |
| AEK Larnaca | 4–3  | Partizán | 2–1 | 2–2    |
| Fenerbahçe  | 4–1  | Slovácko | 3–0 | 1–1    |

### Ronda de Play-off
En la ronda de Play-off, participaran  un total de 20 equipos. Los ganadores acceden a la fase de grupos y los perdedores, a la fase de grupos de la Liga Europa Conferencia de la UEFA 2022-23.
| Equipo 1           | Agr.         | Equipo 2            | Ida | Vuelta |
| ------------------ | ------------ | ------------------- | --- | ------ |
| Dnipro-1           | 1–5          | AEK Larnaca         | 1–2 | 0–3    |
| Gent               | 0–4          | Omonia Nicosia      | 0–2 | 0–2    |
| Austria Viena      | 1–6          | Fenerbahçe          | 0–2 | 1–4    |
| Zürich             | 3–1          | Heart of Midlothian | 2–1 | 1–0    |
| HJK                | 2–1          | Silkeborg           | 1–0 | 1–1    |
| Malmö              | 5–1          | Sivasspor           | 3–1 | 2–0    |
| Ferencváros        | 4–1          | Shamrock Rovers     | 4–0 | 0–1    |
| Apollon Limassol   | 2–2 (1–3 p.) | Olympiakos          | 1–1 | 1–1    |
| Pyunik             | 0–0 (2–3 p.) | Sheriff Tiraspol    | 0–0 | 0–0    |
| Ludogorets Razgrad | 4–3 (t. s.)  | Žalgiris            | 1–0 | 3–3    |

## Fase de grupos
Los 32 equipos se dividieron en ocho grupos de cuatro, con la restricción de que los equipos de una misma asociación no se encuentren en el mismo grupo. Para el sorteo, los equipos se dividen en cuatro bombos basándose en su coeficiente UEFA.
En cada grupo, los equipos juegan unos contra otros en casa y fuera en un formato de todos contra todos. Los ganadores de grupo avanzan a los Octavos de final, los subcampeones avanzan a la Ronda Preliminar de la Fase Eliminatoria, donde se les unen los ocho equipos clasificados en tercer lugar de la fase de grupos de la Liga de Campeones de la UEFA 2022-23 y los terceros de grupo avanzan a la Ronda Preliminar de la Fase Eliminatoria de la Liga Conferencia de la UEFA 2022-23 .
Un total de 32 equipos juegan en la fase de grupos: 12 equipos que entran en esta fase son por liga 2021-22 (puestos 4.º o 5.º) o por copa (ganador de copa), los 10 ganadores de la ronda de play-off, los 6 perdedores de la ronda de play-off de la Liga de Campeones de la UEFA 2022-23 (4 de la Ruta de Campeones y 2 de la Ruta de Liga) y los 4 perdedores de la Ruta de Liga de la tercera ronda de clasificación de la Liga de Campeones de la UEFA 2022-23.
| Bombo 1 | Bombo 2 | Bombo 3 | Bombo 4 |
| --- | --- | --- | --- |
| Roma LEC CC: 100.000 Manchester United CC: 105.000 Arsenal CC: 80.000 Lazio CC: 53.000 Sporting Braga CC: 46.000 Estrella Roja CC: 46.000 Dinamo Kiev CC: 44.000 Olympiacos CC: 41.000 | Feyenoord CC: 40.000 Rennes CC: 33.000 PSV Eindhoven CC: 33.000 Mónaco CC: 26.000 Real Sociedad CC: 26.000 Qarabağ CC: 25.000 Malmö CC: 23.500 Ludogorets Razgrad CC: 23.000 | Sheriff Tiraspol CC: 22.500 Real Betis CC: 21.000 Midtjylland CC: 19.000 Bodø/Glimt CC: 17.000 Ferencvárosi CC: 15.500 Unión Berlín CC: 15.042 Friburgo CC: 15.042 Fenerbahçe 14.500 | Nantes CC: 12.016 HJK Helsinki CC: 8.500 Sturm Graz CC: 7.770 AEK Larnaca CC: 7.500 Omonia Nicosia CC: 7.000 Zürich CC: 7.000 Union Saint-Gilloise CC: 6.120 Trabzonspor CC: 5.500 |

- LEC: accede como cabeza de serie por ser el club campeón de la Liga Europa Conferencia 2021-22.

### Grupo A
| Equipo        | Pts. | PJ | PG | PE | PP | GF | GC | Dif. | Notas                                    |
| ------------- | ---- | -- | -- | -- | -- | -- | -- | ---- | ---------------------------------------- |
| Arsenal       | 15   | 6  | 5  | 0  | 1  | 8  | 3  | 5    | Octavos de final                         |
| PSV Eindhoven | 13   | 6  | 4  | 1  | 1  | 15 | 4  | 11   | Preliminar de octavos                    |
| Bodø/Glimt    | 4    | 6  | 1  | 1  | 4  | 5  | 10 | -5   | Preliminar de octavos (Liga Conferencia) |
| Zürich        | 3    | 6  | 1  | 0  | 5  | 5  | 16 | -11  |                                          |

|     | ARS   | PSV   | BOD   | ZUR   |
| --- | ----- | ----- | ----- | ----- |
| ARS |       | 1 – 0 | 3 – 0 | 1 – 0 |
| PSV | 2 – 0 |       | 1 – 1 | 5 – 0 |
| BOD | 0 – 1 | 1 – 2 |       | 2 – 1 |
| ZUR | 1 – 2 | 1 – 5 | 2 – 1 |       |

### Grupo B
| Equipo         | Pts. | PJ | PG | PE | PP | GF | GC | Dif. | Notas                                    |
| -------------- | ---- | -- | -- | -- | -- | -- | -- | ---- | ---------------------------------------- |
| Fenerbahçe     | 14   | 6  | 4  | 2  | 0  | 13 | 7  | 6    | Octavos de final                         |
| Stade Rennes   | 12   | 6  | 3  | 3  | 0  | 11 | 8  | 3    | Preliminar de octavos                    |
| AEK Larnaca    | 5    | 6  | 1  | 2  | 3  | 7  | 10 | -3   | Preliminar de octavos (Liga Conferencia) |
| Dinamo de Kiev | 1    | 6  | 0  | 1  | 5  | 5  | 11 | -6   |                                          |

|     | DYN   | REN   | FEN   | AEK   |
| --- | ----- | ----- | ----- | ----- |
| DYN |       | 0 – 1 | 0 – 2 | 0 – 1 |
| REN | 2 – 1 |       | 2 – 2 | 1 – 1 |
| FEN | 2 – 1 | 3 – 3 |       | 2 – 0 |
| AEK | 3 – 3 | 1 – 2 | 1 – 2 |       |

### Grupo C
| Equipo             | Pts. | PJ | PG | PE | PP | GF | GC | Dif. | Notas                                    |
| ------------------ | ---- | -- | -- | -- | -- | -- | -- | ---- | ---------------------------------------- |
| Real Betis         | 16   | 6  | 5  | 1  | 0  | 12 | 4  | 8    | Octavos de final                         |
| Roma               | 10   | 6  | 3  | 1  | 2  | 11 | 7  | 4    | Preliminar de octavos                    |
| Ludogorets Razgrad | 7    | 6  | 2  | 1  | 3  | 8  | 9  | -1   | Preliminar de octavos (Liga Conferencia) |
| HJK                | 1    | 6  | 0  | 1  | 5  | 2  | 13 | -11  |                                          |

|     | ROM   | LUD   | BET   | HJK   |
| --- | ----- | ----- | ----- | ----- |
| ROM |       | 3 – 1 | 1 – 2 | 3 – 0 |
| LUD | 2 – 1 |       | 0 – 1 | 2 – 0 |
| BET | 1 – 1 | 3 – 2 |       | 3 – 0 |
| HJK | 1 – 2 | 1 – 1 | 0 – 2 |       |

### Grupo D
| Equipo               | Pts. | PJ | PG | PE | PP | GF | GC | Dif. | Notas                                    |
| -------------------- | ---- | -- | -- | -- | -- | -- | -- | ---- | ---------------------------------------- |
| Union Saint-Gilloise | 13   | 6  | 4  | 1  | 1  | 11 | 7  | 4    | Octavos de final                         |
| Unión Berlín         | 12   | 6  | 4  | 0  | 2  | 4  | 2  | 2    | Preliminar de octavos                    |
| Braga                | 10   | 6  | 3  | 1  | 2  | 9  | 7  | 2    | Preliminar de octavos (Liga Conferencia) |
| Malmö                | 0    | 6  | 0  | 0  | 6  | 3  | 11 | -8   |                                          |

|     | BRA   | MAL   | UNI   | STG   |
| --- | ----- | ----- | ----- | ----- |
| BRA |       | 2 – 1 | 1 – 0 | 1 – 2 |
| MAL | 0 – 2 |       | 0 – 1 | 0 – 2 |
| UNI | 1 – 0 | 1 – 0 |       | 0 – 1 |
| STG | 3 – 3 | 3 – 2 | 0 – 1 |       |

### Grupo E
| Equipo            | Pts. | PJ | PG | PE | PP | GF | GC | Dif. | Notas                                    |
| ----------------- | ---- | -- | -- | -- | -- | -- | -- | ---- | ---------------------------------------- |
| Real Sociedad     | 15   | 6  | 5  | 0  | 1  | 10 | 2  | 8    | Octavos de final                         |
| Manchester United | 15   | 6  | 5  | 0  | 1  | 10 | 3  | 7    | Preliminar de octavos                    |
| Sheriff Tiraspol  | 6    | 6  | 2  | 0  | 4  | 4  | 10 | -6   | Preliminar de octavos (Liga Conferencia) |
| Omonia Nicosia    | 0    | 6  | 0  | 0  | 6  | 3  | 12 | -9   |                                          |

|     | MUN   | RSO   | SHE   | OMO   |
| --- | ----- | ----- | ----- | ----- |
| MUN |       | 0 – 1 | 3 – 0 | 1 – 0 |
| RSO | 0 – 1 |       | 3 – 0 | 2 – 1 |
| SHE | 0 – 2 | 0 – 2 |       | 1 – 0 |
| OMO | 2 – 3 | 0 – 2 | 0 – 3 |       |

### Grupo F
| Equipo      | Pts. | PJ | PG | PE | PP | GF | GC | Dif. | Notas                                    |
| ----------- | ---- | -- | -- | -- | -- | -- | -- | ---- | ---------------------------------------- |
| Feyenoord   | 8    | 6  | 2  | 2  | 2  | 13 | 9  | 4    | Octavos de final                         |
| Midtjylland | 8    | 6  | 2  | 2  | 2  | 12 | 8  | 4    | Preliminar de octavos                    |
| Lazio       | 8    | 6  | 2  | 2  | 2  | 9  | 11 | -2   | Preliminar de octavos (Liga Conferencia) |
| Sturm Graz  | 8    | 6  | 2  | 2  | 2  | 4  | 10 | -6   |                                          |

|     | LAZ   | FEY   | MID   | STU   |
| --- | ----- | ----- | ----- | ----- |
| LAZ |       | 4 – 2 | 2 – 1 | 2 – 2 |
| FEY | 1 – 0 |       | 2 – 2 | 6 – 0 |
| MID | 5 – 1 | 2 – 2 |       | 2 – 0 |
| STU | 0 – 0 | 1 – 0 | 1 – 0 |       |

### Grupo G
| Equipo     | Pts. | PJ | PG | PE | PP | GF | GC | Dif. | Notas                                    |
| ---------- | ---- | -- | -- | -- | -- | -- | -- | ---- | ---------------------------------------- |
| Friburgo   | 14   | 6  | 4  | 2  | 0  | 13 | 3  | 10   | Octavos de final                         |
| Nantes     | 9    | 6  | 3  | 0  | 3  | 6  | 11 | -5   | Preliminar de octavos                    |
| Qarabağ    | 8    | 6  | 2  | 2  | 2  | 9  | 5  | 4    | Preliminar de octavos (Liga Conferencia) |
| Olympiakos | 2    | 6  | 0  | 2  | 4  | 2  | 11 | -9   |                                          |

|     | OLY   | QAR   | FRI   | NAN   |
| --- | ----- | ----- | ----- | ----- |
| OLY |       | 0 – 3 | 0 – 3 | 0 – 2 |
| QAR | 0 – 0 |       | 1 – 1 | 3 – 0 |
| FRI | 1 – 1 | 2 – 1 |       | 2 – 0 |
| NAN | 2 – 1 | 2 – 1 | 0 – 4 |       |

### Grupo H
| Equipo        | Pts. | PJ | PG | PE | PP | GF | GC | Dif. | Notas                                    |
| ------------- | ---- | -- | -- | -- | -- | -- | -- | ---- | ---------------------------------------- |
| Ferencváros   | 10   | 6  | 3  | 1  | 2  | 8  | 9  | -1   | Octavos de final                         |
| Mónaco        | 10   | 6  | 3  | 1  | 2  | 9  | 8  | 1    | Preliminar de octavos                    |
| Trabzonspor   | 9    | 6  | 3  | 0  | 3  | 11 | 9  | 2    | Preliminar de octavos (Liga Conferencia) |
| Estrella Roja | 6    | 6  | 2  | 0  | 4  | 9  | 11 | -2   |                                          |

|     | EST   | MON   | FER   | TRA   |
| --- | ----- | ----- | ----- | ----- |
| EST |       | 0 – 1 | 4 – 1 | 2 – 1 |
| MON | 4 – 1 |       | 0 – 1 | 3 – 1 |
| FER | 2 – 1 | 1 – 1 |       | 3 – 2 |
| TRA | 2 – 1 | 4 – 0 | 1 – 0 |       |

### Equipos clasificados

#### Primeros y segundos lugares de la fase de grupos de la Liga Europa de la UEFA
| Grupo | Primer lugar         | Segundo lugar     |
| ----- | -------------------- | ----------------- |
| A     | Arsenal              | PSV Eindhoven     |
| B     | Fenerbahçe           | Stade Rennes      |
| C     | Real Betis           | Roma              |
| D     | Union Saint-Gilloise | Unión Berlín      |
| E     | Real Sociedad        | Manchester United |
| F     | Feyenoord            | Midtjylland       |
| G     | Friburgo             | Nantes            |
| H     | Ferencváros          | Mónaco            |

#### Terceros lugares de la fase de grupos de la Liga de Campeones de la UEFA
| Grupo | Tercer lugar       |
| ----- | ------------------ |
| A     | Ajax               |
| B     | Bayer Leverkusen   |
| C     | Barcelona          |
| D     | Sporting de Lisboa |
| E     | Red Bull Salzburgo |
| F     | Shakhtar Donetsk   |
| G     | Sevilla            |
| H     | Juventus           |

## Fase eliminatoria
La Fase eliminatoria de la competición se disputa en enfrentamientos a doble partido, salvo la final, jugada a partido único. En caso de estar la eliminatoria empatada tras los 180 minutos de ambos partidos se disputará una prórroga de 30 minutos, y si esta sigue empatada al finalizar, la eliminatoria se decidirá en una tanda de penales. Debido al conflicto político entre Rusia y Ucrania; clubes de ambos países no se podían encontrar en esta ronda además de clubes del mismo grupo tampoco podían cruzarse en esta ronda.

### Cuadro de eliminatorias
|  | Ronda preliminar                                           | Ronda preliminar                                           | Ronda preliminar                                           | Ronda preliminar                                           | Ronda preliminar                                           |   |                         | Octavos de final                                      | Octavos de final                                      | Octavos de final                                      | Octavos de final                                      | Octavos de final                                      |   |  | Cuartos de final                                       | Cuartos de final                                       | Cuartos de final                                       | Cuartos de final                                       | Cuartos de final                                       |   |  | Semifinales                                          | Semifinales                                          | Semifinales                                          | Semifinales                                          | Semifinales                                          |  |  | Final                                     | Final                                     | Final                                     |  |
|  | 16 de febrero de 2023 (ida) 23 de febrero de 2023 (vuelta) | 16 de febrero de 2023 (ida) 23 de febrero de 2023 (vuelta) | 16 de febrero de 2023 (ida) 23 de febrero de 2023 (vuelta) | 16 de febrero de 2023 (ida) 23 de febrero de 2023 (vuelta) | 16 de febrero de 2023 (ida) 23 de febrero de 2023 (vuelta) |   |                         | 9 de marzo de 2023 (ida) 16 de marzo de 2023 (vuelta) | 9 de marzo de 2023 (ida) 16 de marzo de 2023 (vuelta) | 9 de marzo de 2023 (ida) 16 de marzo de 2023 (vuelta) | 9 de marzo de 2023 (ida) 16 de marzo de 2023 (vuelta) | 9 de marzo de 2023 (ida) 16 de marzo de 2023 (vuelta) |   |  | 13 de abril de 2023 (ida) 20 de abril de 2023 (vuelta) | 13 de abril de 2023 (ida) 20 de abril de 2023 (vuelta) | 13 de abril de 2023 (ida) 20 de abril de 2023 (vuelta) | 13 de abril de 2023 (ida) 20 de abril de 2023 (vuelta) | 13 de abril de 2023 (ida) 20 de abril de 2023 (vuelta) |   |  | 11 de mayo de 2023 (ida) 18 de mayo de 2023 (vuelta) | 11 de mayo de 2023 (ida) 18 de mayo de 2023 (vuelta) | 11 de mayo de 2023 (ida) 18 de mayo de 2023 (vuelta) | 11 de mayo de 2023 (ida) 18 de mayo de 2023 (vuelta) | 11 de mayo de 2023 (ida) 18 de mayo de 2023 (vuelta) |  |  | 31 de mayo de 2023 Puskás Aréna, Budapest | 31 de mayo de 2023 Puskás Aréna, Budapest | 31 de mayo de 2023 Puskás Aréna, Budapest |  |
|  |                                                            |                                                            |                                                            |                                                            |                                                            |   |                         |                                                       |                                                       |                                                       |                                                       |                                                       |   |  |                                                        |                                                        |                                                        |                                                        |                                                        |   |  |                                                      |                                                      |                                                      |                                                      |                                                      |  |  |                                           |                                           |                                           |  |
|  |                                                            |                                                            |                                                            |                                                            |                                                            |   |                         |                                                       |                                                       |                                                       |                                                       |                                                       |   |  |                                                        |                                                        |                                                        |                                                        |                                                        |   |  |                                                      |                                                      |                                                      |                                                      |                                                      |  |  |                                           |                                           |                                           |  |
|  | Juventus                                                   | Juventus                                                   | 1                                                          | 3                                                          | 4                                                          |   |                         |                                                       |                                                       |                                                       |                                                       |                                                       |   |  |                                                        |                                                        |                                                        |                                                        |                                                        |   |  |                                                      |                                                      |                                                      |                                                      |                                                      |  |  |                                           |                                           |                                           |  |
|  | Juventus                                                   | Juventus                                                   | 1                                                          | 3                                                          | 4                                                          |   |                         |                                                       |                                                       |                                                       |                                                       |                                                       |   |  |                                                        |                                                        |                                                        |                                                        |                                                        |   |  |                                                      |                                                      |                                                      |                                                      |                                                      |  |  |                                           |                                           |                                           |  |
|  | Nantes                                                     | Nantes                                                     | 1                                                          | 0                                                          | 1                                                          |   |                         |                                                       |                                                       |                                                       |                                                       |                                                       |   |  |                                                        |                                                        |                                                        |                                                        |                                                        |   |  |                                                      |                                                      |                                                      |                                                      |                                                      |  |  |                                           |                                           |                                           |  |
|  | Nantes                                                     | Nantes                                                     | 1                                                          | 0                                                          | 1                                                          |   | Juventus                | Juventus                                              | 1                                                     | 2                                                     | 3                                                     |                                                       |   |  |                                                        |                                                        |                                                        |                                                        |                                                        |   |  |                                                      |                                                      |                                                      |                                                      |                                                      |  |  |                                           |                                           |                                           |  |
|  |                                                            |                                                            |                                                            |                                                            |                                                            |   | Juventus                | Juventus                                              | 1                                                     | 2                                                     | 3                                                     |                                                       |   |  |                                                        |                                                        |                                                        |                                                        |                                                        |   |  |                                                      |                                                      |                                                      |                                                      |                                                      |  |  |                                           |                                           |                                           |  |
|  |                                                            |                                                            | Friburgo                                                   | Friburgo                                                   | 0                                                          | 0 | 0                       |                                                       |                                                       |                                                       |                                                       |                                                       |   |  |                                                        |                                                        |                                                        |                                                        |                                                        |   |  |                                                      |                                                      |                                                      |                                                      |                                                      |  |  |                                           |                                           |                                           |  |
|  |                                                            |                                                            | Friburgo                                                   | Friburgo                                                   | 0                                                          | 0 | 0                       |                                                       |                                                       |                                                       |                                                       |                                                       |   |  |                                                        |                                                        |                                                        |                                                        |                                                        |   |  |                                                      |                                                      |                                                      |                                                      |                                                      |  |  |                                           |                                           |                                           |  |
|  |                                                            |                                                            |                                                            |                                                            |                                                            |   |                         |                                                       |                                                       |                                                       |                                                       |                                                       |   |  |                                                        |                                                        |                                                        |                                                        |                                                        |   |  |                                                      |                                                      |                                                      |                                                      |                                                      |  |  |                                           |                                           |                                           |  |
|  |                                                            |                                                            |                                                            |                                                            |                                                            |   |                         |                                                       |                                                       |                                                       |                                                       |                                                       |   |  |                                                        |                                                        |                                                        |                                                        |                                                        |   |  |                                                      |                                                      |                                                      |                                                      |                                                      |  |  |                                           |                                           |                                           |  |
|  |                                                            |                                                            |                                                            |                                                            |                                                            |   |                         |                                                       | Juventus                                              | Juventus                                              | 1                                                     | 1                                                     | 2 |  |                                                        |                                                        |                                                        |                                                        |                                                        |   |  |                                                      |                                                      |                                                      |                                                      |                                                      |  |  |                                           |                                           |                                           |  |
|  |                                                            |                                                            |                                                            |                                                            |                                                            |   |                         |                                                       |                                                       |                                                       |                                                       |                                                       | 2 |  |                                                        |                                                        |                                                        |                                                        |                                                        |   |  |                                                      |                                                      |                                                      |                                                      |                                                      |  |  |                                           |                                           |                                           |  |
|  |                                                            |                                                            | Sporting de Lisboa                                         | Sporting de Lisboa                                         | 0                                                          | 1 | 1                       |                                                       |                                                       |                                                       |                                                       |                                                       |   |  |                                                        |                                                        |                                                        |                                                        |                                                        |   |  |                                                      |                                                      |                                                      |                                                      |                                                      |  |  |                                           |                                           |                                           |  |
|  | Sporting de Lisboa                                         | Sporting de Lisboa                                         | Sporting de Lisboa                                         | Sporting de Lisboa                                         | 0                                                          | 1 | 1                       | 1                                                     | 4                                                     | 5                                                     |                                                       |                                                       |   |  |                                                        |                                                        |                                                        |                                                        |                                                        |   |  |                                                      |                                                      |                                                      |                                                      |                                                      |  |  |                                           |                                           |                                           |  |
|  | Sporting de Lisboa                                         | Sporting de Lisboa                                         |                                                            |                                                            |                                                            |   |                         |                                                       |                                                       | 5                                                     |                                                       |                                                       |   |  |                                                        |                                                        |                                                        |                                                        |                                                        |   |  |                                                      |                                                      |                                                      |                                                      |                                                      |  |  |                                           |                                           |                                           |  |
|  | Midtjylland                                                | Midtjylland                                                | 1                                                          | 0                                                          | 1                                                          |   |                         |                                                       |                                                       |                                                       |                                                       |                                                       |   |  |                                                        |                                                        |                                                        |                                                        |                                                        |   |  |                                                      |                                                      |                                                      |                                                      |                                                      |  |  |                                           |                                           |                                           |  |
|  | Midtjylland                                                | Midtjylland                                                | 1                                                          | 0                                                          | 1                                                          |   | Sporting de Lisboa (p.) | Sporting de Lisboa (p.)                               | 2                                                     | 1                                                     | 3 (5)                                                 |                                                       |   |  |                                                        |                                                        |                                                        |                                                        |                                                        |   |  |                                                      |                                                      |                                                      |                                                      |                                                      |  |  |                                           |                                           |                                           |  |
|  |                                                            |                                                            |                                                            |                                                            |                                                            |   | Sporting de Lisboa (p.) | Sporting de Lisboa (p.)                               | 2                                                     | 1                                                     | 3 (5)                                                 |                                                       |   |  |                                                        |                                                        |                                                        |                                                        |                                                        |   |  |                                                      |                                                      |                                                      |                                                      |                                                      |  |  |                                           |                                           |                                           |  |
|  |                                                            |                                                            | Arsenal                                                    | Arsenal                                                    | 2                                                          | 1 | 3 (3)                   |                                                       |                                                       |                                                       |                                                       |                                                       |   |  |                                                        |                                                        |                                                        |                                                        |                                                        |   |  |                                                      |                                                      |                                                      |                                                      |                                                      |  |  |                                           |                                           |                                           |  |
|  |                                                            |                                                            | Arsenal                                                    | Arsenal                                                    | 2                                                          | 1 | 3 (3)                   |                                                       |                                                       |                                                       |                                                       |                                                       |   |  |                                                        |                                                        |                                                        |                                                        |                                                        |   |  |                                                      |                                                      |                                                      |                                                      |                                                      |  |  |                                           |                                           |                                           |  |
|  |                                                            |                                                            |                                                            |                                                            |                                                            |   |                         |                                                       |                                                       |                                                       |                                                       |                                                       |   |  |                                                        |                                                        |                                                        |                                                        |                                                        |   |  |                                                      |                                                      |                                                      |                                                      |                                                      |  |  |                                           |                                           |                                           |  |
|  |                                                            |                                                            |                                                            |                                                            |                                                            |   |                         |                                                       |                                                       |                                                       |                                                       |                                                       |   |  |                                                        |                                                        |                                                        |                                                        |                                                        |   |  |                                                      |                                                      |                                                      |                                                      |                                                      |  |  |                                           |                                           |                                           |  |
|  |                                                            |                                                            |                                                            |                                                            |                                                            |   |                         |                                                       |                                                       |                                                       |                                                       |                                                       |   |  |                                                        | Juventus                                               | Juventus                                               | 1                                                      | 1                                                      | 2 |  |                                                      |                                                      |                                                      |                                                      |                                                      |  |  |                                           |                                           |                                           |  |
|  |                                                            |                                                            |                                                            |                                                            |                                                            |   |                         |                                                       |                                                       |                                                       |                                                       |                                                       |   |  |                                                        |                                                        |                                                        |                                                        |                                                        | 2 |  |                                                      |                                                      |                                                      |                                                      |                                                      |  |  |                                           |                                           |                                           |  |
|  |                                                            |                                                            | Sevilla (t. s.)                                            | Sevilla (t. s.)                                            | 1                                                          | 2 | 3                       |                                                       |                                                       |                                                       |                                                       |                                                       |   |  |                                                        |                                                        |                                                        |                                                        |                                                        |   |  |                                                      |                                                      |                                                      |                                                      |                                                      |  |  |                                           |                                           |                                           |  |
|  | Barcelona                                                  | Barcelona                                                  | Sevilla (t. s.)                                            | Sevilla (t. s.)                                            | 1                                                          | 2 | 3                       | 2                                                     | 1                                                     | 3                                                     |                                                       |                                                       |   |  |                                                        |                                                        |                                                        |                                                        |                                                        |   |  |                                                      |                                                      |                                                      |                                                      |                                                      |  |  |                                           |                                           |                                           |  |
|  | Barcelona                                                  | Barcelona                                                  |                                                            |                                                            |                                                            |   |                         |                                                       |                                                       | 3                                                     |                                                       |                                                       |   |  |                                                        |                                                        |                                                        |                                                        |                                                        |   |  |                                                      |                                                      |                                                      |                                                      |                                                      |  |  |                                           |                                           |                                           |  |
|  | Manchester United                                          | Manchester United                                          | 2                                                          | 2                                                          | 4                                                          |   |                         |                                                       |                                                       |                                                       |                                                       |                                                       |   |  |                                                        |                                                        |                                                        |                                                        |                                                        |   |  |                                                      |                                                      |                                                      |                                                      |                                                      |  |  |                                           |                                           |                                           |  |
|  | Manchester United                                          | Manchester United                                          | 2                                                          | 2                                                          | 4                                                          |   | Manchester United       | Manchester United                                     | 4                                                     | 1                                                     | 5                                                     |                                                       |   |  |                                                        |                                                        |                                                        |                                                        |                                                        |   |  |                                                      |                                                      |                                                      |                                                      |                                                      |  |  |                                           |                                           |                                           |  |
|  |                                                            |                                                            |                                                            |                                                            |                                                            |   | Manchester United       | Manchester United                                     | 4                                                     | 1                                                     | 5                                                     |                                                       |   |  |                                                        |                                                        |                                                        |                                                        |                                                        |   |  |                                                      |                                                      |                                                      |                                                      |                                                      |  |  |                                           |                                           |                                           |  |
|  |                                                            |                                                            | Real Betis                                                 | Real Betis                                                 | 1                                                          | 0 | 1                       |                                                       |                                                       |                                                       |                                                       |                                                       |   |  |                                                        |                                                        |                                                        |                                                        |                                                        |   |  |                                                      |                                                      |                                                      |                                                      |                                                      |  |  |                                           |                                           |                                           |  |
|  |                                                            |                                                            | Real Betis                                                 | Real Betis                                                 | 1                                                          | 0 | 1                       |                                                       |                                                       |                                                       |                                                       |                                                       |   |  |                                                        |                                                        |                                                        |                                                        |                                                        |   |  |                                                      |                                                      |                                                      |                                                      |                                                      |  |  |                                           |                                           |                                           |  |
|  |                                                            |                                                            |                                                            |                                                            |                                                            |   |                         |                                                       |                                                       |                                                       |                                                       |                                                       |   |  |                                                        |                                                        |                                                        |                                                        |                                                        |   |  |                                                      |                                                      |                                                      |                                                      |                                                      |  |  |                                           |                                           |                                           |  |
|  |                                                            |                                                            |                                                            |                                                            |                                                            |   |                         |                                                       |                                                       |                                                       |                                                       |                                                       |   |  |                                                        |                                                        |                                                        |                                                        |                                                        |   |  |                                                      |                                                      |                                                      |                                                      |                                                      |  |  |                                           |                                           |                                           |  |
|  |                                                            |                                                            |                                                            |                                                            |                                                            |   |                         |                                                       | Manchester United                                     | Manchester United                                     | 2                                                     | 0                                                     | 2 |  |                                                        |                                                        |                                                        |                                                        |                                                        |   |  |                                                      |                                                      |                                                      |                                                      |                                                      |  |  |                                           |                                           |                                           |  |
|  |                                                            |                                                            |                                                            |                                                            |                                                            |   |                         |                                                       |                                                       |                                                       |                                                       |                                                       | 2 |  |                                                        |                                                        |                                                        |                                                        |                                                        |   |  |                                                      |                                                      |                                                      |                                                      |                                                      |  |  |                                           |                                           |                                           |  |
|  |                                                            |                                                            | Sevilla                                                    | Sevilla                                                    | 2                                                          | 3 | 5                       |                                                       |                                                       |                                                       |                                                       |                                                       |   |  |                                                        |                                                        |                                                        |                                                        |                                                        |   |  |                                                      |                                                      |                                                      |                                                      |                                                      |  |  |                                           |                                           |                                           |  |
|  | Sevilla                                                    | Sevilla                                                    | Sevilla                                                    | Sevilla                                                    | 2                                                          | 3 | 5                       | 3                                                     | 0                                                     | 3                                                     |                                                       |                                                       |   |  |                                                        |                                                        |                                                        |                                                        |                                                        |   |  |                                                      |                                                      |                                                      |                                                      |                                                      |  |  |                                           |                                           |                                           |  |
|  | Sevilla                                                    | Sevilla                                                    |                                                            |                                                            |                                                            |   |                         |                                                       |                                                       | 3                                                     |                                                       |                                                       |   |  |                                                        |                                                        |                                                        |                                                        |                                                        |   |  |                                                      |                                                      |                                                      |                                                      |                                                      |  |  |                                           |                                           |                                           |  |
|  | PSV Eindhoven                                              | PSV Eindhoven                                              | 0                                                          | 2                                                          | 2                                                          |   |                         |                                                       |                                                       |                                                       |                                                       |                                                       |   |  |                                                        |                                                        |                                                        |                                                        |                                                        |   |  |                                                      |                                                      |                                                      |                                                      |                                                      |  |  |                                           |                                           |                                           |  |
|  | PSV Eindhoven                                              | PSV Eindhoven                                              | 0                                                          | 2                                                          | 2                                                          |   | Sevilla                 | Sevilla                                               | 2                                                     | 0                                                     | 2                                                     |                                                       |   |  |                                                        |                                                        |                                                        |                                                        |                                                        |   |  |                                                      |                                                      |                                                      |                                                      |                                                      |  |  |                                           |                                           |                                           |  |
|  |                                                            |                                                            |                                                            |                                                            |                                                            |   | Sevilla                 | Sevilla                                               | 2                                                     | 0                                                     | 2                                                     |                                                       |   |  |                                                        |                                                        |                                                        |                                                        |                                                        |   |  |                                                      |                                                      |                                                      |                                                      |                                                      |  |  |                                           |                                           |                                           |  |
|  |                                                            |                                                            | Fenerbahçe                                                 | Fenerbahçe                                                 | 0                                                          | 1 | 1                       |                                                       |                                                       |                                                       |                                                       |                                                       |   |  |                                                        |                                                        |                                                        |                                                        |                                                        |   |  |                                                      |                                                      |                                                      |                                                      |                                                      |  |  |                                           |                                           |                                           |  |
|  |                                                            |                                                            | Fenerbahçe                                                 | Fenerbahçe                                                 | 0                                                          | 1 | 1                       |                                                       |                                                       |                                                       |                                                       |                                                       |   |  |                                                        |                                                        |                                                        |                                                        |                                                        |   |  |                                                      |                                                      |                                                      |                                                      |                                                      |  |  |                                           |                                           |                                           |  |
|  |                                                            |                                                            |                                                            |                                                            |                                                            |   |                         |                                                       |                                                       |                                                       |                                                       |                                                       |   |  |                                                        |                                                        |                                                        |                                                        |                                                        |   |  |                                                      |                                                      |                                                      |                                                      |                                                      |  |  |                                           |                                           |                                           |  |
|  |                                                            |                                                            |                                                            |                                                            |                                                            |   |                         |                                                       |                                                       |                                                       |                                                       |                                                       |   |  |                                                        |                                                        |                                                        |                                                        |                                                        |   |  |                                                      |                                                      |                                                      |                                                      |                                                      |  |  |                                           |                                           |                                           |  |
|  |                                                            |                                                            |                                                            |                                                            |                                                            |   |                         |                                                       |                                                       |                                                       |                                                       |                                                       |   |  |                                                        |                                                        |                                                        |                                                        |                                                        |   |  |                                                      | Sevilla (p.)                                         | Sevilla (p.)                                         | 1 (4)                                                |                                                      |  |  |                                           |                                           |                                           |  |
|  |                                                            |                                                            |                                                            |                                                            |                                                            |   |                         |                                                       |                                                       |                                                       |                                                       |                                                       |   |  |                                                        |                                                        |                                                        |                                                        |                                                        |   |  |                                                      |                                                      |                                                      |                                                      |                                                      |  |  |                                           |                                           |                                           |  |
|  |                                                            |                                                            | Roma                                                       | Roma                                                       | 1 (1)                                                      |   |                         |                                                       |                                                       |                                                       |                                                       |                                                       |   |  |                                                        |                                                        |                                                        |                                                        |                                                        |   |  |                                                      |                                                      |                                                      |                                                      |                                                      |  |  |                                           |                                           |                                           |  |
|  | Shakhtar Donetsk (p.)                                      | Shakhtar Donetsk (p.)                                      | Roma                                                       | Roma                                                       | 1 (1)                                                      | 2 | 1                       | 3 (5)                                                 |                                                       |                                                       |                                                       |                                                       |   |  |                                                        |                                                        |                                                        |                                                        |                                                        |   |  |                                                      |                                                      |                                                      |                                                      |                                                      |  |  |                                           |                                           |                                           |  |
|  | Shakhtar Donetsk (p.)                                      | Shakhtar Donetsk (p.)                                      |                                                            |                                                            |                                                            |   |                         |                                                       |                                                       |                                                       |                                                       |                                                       |   |  |                                                        |                                                        |                                                        |                                                        |                                                        |   |  |                                                      |                                                      |                                                      |                                                      |                                                      |  |  |                                           |                                           |                                           |  |
|  | Stade Rennes                                               | Stade Rennes                                               | 1                                                          | 2                                                          | 3 (4)                                                      |   |                         |                                                       |                                                       |                                                       |                                                       |                                                       |   |  |                                                        |                                                        |                                                        |                                                        |                                                        |   |  |                                                      |                                                      |                                                      |                                                      |                                                      |  |  |                                           |                                           |                                           |  |
|  | Stade Rennes                                               | Stade Rennes                                               | 1                                                          | 2                                                          | 3 (4)                                                      |   | Shakhtar Donetsk        | Shakhtar Donetsk                                      | 1                                                     | 1                                                     | 2                                                     |                                                       |   |  |                                                        |                                                        |                                                        |                                                        |                                                        |   |  |                                                      |                                                      |                                                      |                                                      |                                                      |  |  |                                           |                                           |                                           |  |
|  |                                                            |                                                            |                                                            |                                                            |                                                            |   | Shakhtar Donetsk        | Shakhtar Donetsk                                      | 1                                                     | 1                                                     | 2                                                     |                                                       |   |  |                                                        |                                                        |                                                        |                                                        |                                                        |   |  |                                                      |                                                      |                                                      |                                                      |                                                      |  |  |                                           |                                           |                                           |  |
|  |                                                            |                                                            | Feyenoord                                                  | Feyenoord                                                  | 1                                                          | 7 | 8                       |                                                       |                                                       |                                                       |                                                       |                                                       |   |  |                                                        |                                                        |                                                        |                                                        |                                                        |   |  |                                                      |                                                      |                                                      |                                                      |                                                      |  |  |                                           |                                           |                                           |  |
|  |                                                            |                                                            | Feyenoord                                                  | Feyenoord                                                  | 1                                                          | 7 | 8                       |                                                       |                                                       |                                                       |                                                       |                                                       |   |  |                                                        |                                                        |                                                        |                                                        |                                                        |   |  |                                                      |                                                      |                                                      |                                                      |                                                      |  |  |                                           |                                           |                                           |  |
|  |                                                            |                                                            |                                                            |                                                            |                                                            |   |                         |                                                       |                                                       |                                                       |                                                       |                                                       |   |  |                                                        |                                                        |                                                        |                                                        |                                                        |   |  |                                                      |                                                      |                                                      |                                                      |                                                      |  |  |                                           |                                           |                                           |  |
|  |                                                            |                                                            |                                                            |                                                            |                                                            |   |                         |                                                       |                                                       |                                                       |                                                       |                                                       |   |  |                                                        |                                                        |                                                        |                                                        |                                                        |   |  |                                                      |                                                      |                                                      |                                                      |                                                      |  |  |                                           |                                           |                                           |  |
|  |                                                            |                                                            |                                                            |                                                            |                                                            |   |                         |                                                       | Feyenoord                                             | Feyenoord                                             | 1                                                     | 1                                                     | 2 |  |                                                        |                                                        |                                                        |                                                        |                                                        |   |  |                                                      |                                                      |                                                      |                                                      |                                                      |  |  |                                           |                                           |                                           |  |
|  |                                                            |                                                            |                                                            |                                                            |                                                            |   |                         |                                                       |                                                       |                                                       |                                                       |                                                       | 2 |  |                                                        |                                                        |                                                        |                                                        |                                                        |   |  |                                                      |                                                      |                                                      |                                                      |                                                      |  |  |                                           |                                           |                                           |  |
|  |                                                            |                                                            | Roma (t. s.)                                               | Roma (t. s.)                                               | 0                                                          | 4 | 4                       |                                                       |                                                       |                                                       |                                                       |                                                       |   |  |                                                        |                                                        |                                                        |                                                        |                                                        |   |  |                                                      |                                                      |                                                      |                                                      |                                                      |  |  |                                           |                                           |                                           |  |
|  | Red Bull Salzburgo                                         | Red Bull Salzburgo                                         | Roma (t. s.)                                               | Roma (t. s.)                                               | 0                                                          | 4 | 4                       | 1                                                     | 0                                                     | 1                                                     |                                                       |                                                       |   |  |                                                        |                                                        |                                                        |                                                        |                                                        |   |  |                                                      |                                                      |                                                      |                                                      |                                                      |  |  |                                           |                                           |                                           |  |
|  | Red Bull Salzburgo                                         | Red Bull Salzburgo                                         |                                                            |                                                            |                                                            |   |                         |                                                       |                                                       | 1                                                     |                                                       |                                                       |   |  |                                                        |                                                        |                                                        |                                                        |                                                        |   |  |                                                      |                                                      |                                                      |                                                      |                                                      |  |  |                                           |                                           |                                           |  |
|  | Roma                                                       | Roma                                                       | 0                                                          | 2                                                          | 2                                                          |   |                         |                                                       |                                                       |                                                       |                                                       |                                                       |   |  |                                                        |                                                        |                                                        |                                                        |                                                        |   |  |                                                      |                                                      |                                                      |                                                      |                                                      |  |  |                                           |                                           |                                           |  |
|  | Roma                                                       | Roma                                                       | 0                                                          | 2                                                          | 2                                                          |   | Roma                    | Roma                                                  | 2                                                     | 0                                                     | 2                                                     |                                                       |   |  |                                                        |                                                        |                                                        |                                                        |                                                        |   |  |                                                      |                                                      |                                                      |                                                      |                                                      |  |  |                                           |                                           |                                           |  |
|  |                                                            |                                                            |                                                            |                                                            |                                                            |   | Roma                    | Roma                                                  | 2                                                     | 0                                                     | 2                                                     |                                                       |   |  |                                                        |                                                        |                                                        |                                                        |                                                        |   |  |                                                      |                                                      |                                                      |                                                      |                                                      |  |  |                                           |                                           |                                           |  |
|  |                                                            |                                                            | Real Sociedad                                              | Real Sociedad                                              | 0                                                          | 0 | 0                       |                                                       |                                                       |                                                       |                                                       |                                                       |   |  |                                                        |                                                        |                                                        |                                                        |                                                        |   |  |                                                      |                                                      |                                                      |                                                      |                                                      |  |  |                                           |                                           |                                           |  |
|  |                                                            |                                                            | Real Sociedad                                              | Real Sociedad                                              | 0                                                          | 0 | 0                       |                                                       |                                                       |                                                       |                                                       |                                                       |   |  |                                                        |                                                        |                                                        |                                                        |                                                        |   |  |                                                      |                                                      |                                                      |                                                      |                                                      |  |  |                                           |                                           |                                           |  |
|  |                                                            |                                                            |                                                            |                                                            |                                                            |   |                         |                                                       |                                                       |                                                       |                                                       |                                                       |   |  |                                                        |                                                        |                                                        |                                                        |                                                        |   |  |                                                      |                                                      |                                                      |                                                      |                                                      |  |  |                                           |                                           |                                           |  |
|  |                                                            |                                                            |                                                            |                                                            |                                                            |   |                         |                                                       |                                                       |                                                       |                                                       |                                                       |   |  |                                                        |                                                        |                                                        |                                                        |                                                        |   |  |                                                      |                                                      |                                                      |                                                      |                                                      |  |  |                                           |                                           |                                           |  |
|  |                                                            |                                                            |                                                            |                                                            |                                                            |   |                         |                                                       |                                                       |                                                       |                                                       |                                                       |   |  |                                                        | Roma                                                   | Roma                                                   | 1                                                      | 0                                                      | 1 |  |                                                      |                                                      |                                                      |                                                      |                                                      |  |  |                                           |                                           |                                           |  |
|  |                                                            |                                                            |                                                            |                                                            |                                                            |   |                         |                                                       |                                                       |                                                       |                                                       |                                                       |   |  |                                                        |                                                        |                                                        |                                                        |                                                        | 1 |  |                                                      |                                                      |                                                      |                                                      |                                                      |  |  |                                           |                                           |                                           |  |
|  |                                                            |                                                            | Bayer Leverkusen                                           | Bayer Leverkusen                                           | 0                                                          | 0 | 0                       |                                                       |                                                       |                                                       |                                                       |                                                       |   |  |                                                        |                                                        |                                                        |                                                        |                                                        |   |  |                                                      |                                                      |                                                      |                                                      |                                                      |  |  |                                           |                                           |                                           |  |
|  | Bayer Leverkusen (p.)                                      | Bayer Leverkusen (p.)                                      | Bayer Leverkusen                                           | Bayer Leverkusen                                           | 0                                                          | 0 | 0                       | 2                                                     | 3                                                     | 5 (5)                                                 |                                                       |                                                       |   |  |                                                        |                                                        |                                                        |                                                        |                                                        |   |  |                                                      |                                                      |                                                      |                                                      |                                                      |  |  |                                           |                                           |                                           |  |
|  | Bayer Leverkusen (p.)                                      | Bayer Leverkusen (p.)                                      |                                                            |                                                            |                                                            |   |                         |                                                       |                                                       | 5 (5)                                                 |                                                       |                                                       |   |  |                                                        |                                                        |                                                        |                                                        |                                                        |   |  |                                                      |                                                      |                                                      |                                                      |                                                      |  |  |                                           |                                           |                                           |  |
|  | Mónaco                                                     | Mónaco                                                     | 3                                                          | 2                                                          | 5 (3)                                                      |   |                         |                                                       |                                                       |                                                       |                                                       |                                                       |   |  |                                                        |                                                        |                                                        |                                                        |                                                        |   |  |                                                      |                                                      |                                                      |                                                      |                                                      |  |  |                                           |                                           |                                           |  |
|  | Mónaco                                                     | Mónaco                                                     | 3                                                          | 2                                                          | 5 (3)                                                      |   | Bayer Leverkusen        | Bayer Leverkusen                                      | 2                                                     | 2                                                     | 4                                                     |                                                       |   |  |                                                        |                                                        |                                                        |                                                        |                                                        |   |  |                                                      |                                                      |                                                      |                                                      |                                                      |  |  |                                           |                                           |                                           |  |
|  |                                                            |                                                            |                                                            |                                                            |                                                            |   | Bayer Leverkusen        | Bayer Leverkusen                                      | 2                                                     | 2                                                     | 4                                                     |                                                       |   |  |                                                        |                                                        |                                                        |                                                        |                                                        |   |  |                                                      |                                                      |                                                      |                                                      |                                                      |  |  |                                           |                                           |                                           |  |
|  |                                                            |                                                            | Ferencváros                                                | Ferencváros                                                | 0                                                          | 0 | 0                       |                                                       |                                                       |                                                       |                                                       |                                                       |   |  |                                                        |                                                        |                                                        |                                                        |                                                        |   |  |                                                      |                                                      |                                                      |                                                      |                                                      |  |  |                                           |                                           |                                           |  |
|  |                                                            |                                                            | Ferencváros                                                | Ferencváros                                                | 0                                                          | 0 | 0                       |                                                       |                                                       |                                                       |                                                       |                                                       |   |  |                                                        |                                                        |                                                        |                                                        |                                                        |   |  |                                                      |                                                      |                                                      |                                                      |                                                      |  |  |                                           |                                           |                                           |  |
|  |                                                            |                                                            |                                                            |                                                            |                                                            |   |                         |                                                       |                                                       |                                                       |                                                       |                                                       |   |  |                                                        |                                                        |                                                        |                                                        |                                                        |   |  |                                                      |                                                      |                                                      |                                                      |                                                      |  |  |                                           |                                           |                                           |  |
|  |                                                            |                                                            |                                                            |                                                            |                                                            |   |                         |                                                       |                                                       |                                                       |                                                       |                                                       |   |  |                                                        |                                                        |                                                        |                                                        |                                                        |   |  |                                                      |                                                      |                                                      |                                                      |                                                      |  |  |                                           |                                           |                                           |  |
|  |                                                            |                                                            |                                                            |                                                            |                                                            |   |                         |                                                       | Bayer Leverkusen                                      | Bayer Leverkusen                                      | 1                                                     | 4                                                     | 5 |  |                                                        |                                                        |                                                        |                                                        |                                                        |   |  |                                                      |                                                      |                                                      |                                                      |                                                      |  |  |                                           |                                           |                                           |  |
|  |                                                            |                                                            |                                                            |                                                            |                                                            |   |                         |                                                       |                                                       |                                                       |                                                       |                                                       | 5 |  |                                                        |                                                        |                                                        |                                                        |                                                        |   |  |                                                      |                                                      |                                                      |                                                      |                                                      |  |  |                                           |                                           |                                           |  |
|  |                                                            |                                                            | Unión Saint-Gilloise                                       | Unión Saint-Gilloise                                       | 1                                                          | 1 | 2                       |                                                       |                                                       |                                                       |                                                       |                                                       |   |  |                                                        |                                                        |                                                        |                                                        |                                                        |   |  |                                                      |                                                      |                                                      |                                                      |                                                      |  |  |                                           |                                           |                                           |  |
|  | Ajax                                                       | Ajax                                                       | Unión Saint-Gilloise                                       | Unión Saint-Gilloise                                       | 1                                                          | 1 | 2                       | 0                                                     | 1                                                     | 1                                                     |                                                       |                                                       |   |  |                                                        |                                                        |                                                        |                                                        |                                                        |   |  |                                                      |                                                      |                                                      |                                                      |                                                      |  |  |                                           |                                           |                                           |  |
|  | Ajax                                                       | Ajax                                                       |                                                            |                                                            |                                                            |   |                         |                                                       |                                                       | 1                                                     |                                                       |                                                       |   |  |                                                        |                                                        |                                                        |                                                        |                                                        |   |  |                                                      |                                                      |                                                      |                                                      |                                                      |  |  |                                           |                                           |                                           |  |
|  | Unión Berlín                                               | Unión Berlín                                               | 0                                                          | 3                                                          | 3                                                          |   |                         |                                                       |                                                       |                                                       |                                                       |                                                       |   |  |                                                        |                                                        |                                                        |                                                        |                                                        |   |  |                                                      |                                                      |                                                      |                                                      |                                                      |  |  |                                           |                                           |                                           |  |
|  | Unión Berlín                                               | Unión Berlín                                               | 0                                                          | 3                                                          | 3                                                          |   | Unión Berlín            | Unión Berlín                                          | 3                                                     | 0                                                     | 3                                                     |                                                       |   |  |                                                        |                                                        |                                                        |                                                        |                                                        |   |  |                                                      |                                                      |                                                      |                                                      |                                                      |  |  |                                           |                                           |                                           |  |
|  |                                                            |                                                            |                                                            |                                                            |                                                            |   | Unión Berlín            | Unión Berlín                                          | 3                                                     | 0                                                     | 3                                                     |                                                       |   |  |                                                        |                                                        |                                                        |                                                        |                                                        |   |  |                                                      |                                                      |                                                      |                                                      |                                                      |  |  |                                           |                                           |                                           |  |
|  |                                                            |                                                            | Unión Saint-Gilloise                                       | Unión Saint-Gilloise                                       | 3                                                          | 3 | 6                       |                                                       |                                                       |                                                       |                                                       |                                                       |   |  |                                                        |                                                        |                                                        |                                                        |                                                        |   |  |                                                      |                                                      |                                                      |                                                      |                                                      |  |  |                                           |                                           |                                           |  |
|  |                                                            |                                                            | Unión Saint-Gilloise                                       | Unión Saint-Gilloise                                       | 3                                                          | 3 | 6                       |                                                       |                                                       |                                                       |                                                       |                                                       |   |  |                                                        |                                                        |                                                        |                                                        |                                                        |   |  |                                                      |                                                      |                                                      |                                                      |                                                      |  |  |                                           |                                           |                                           |  |
|  |                                                            |                                                            |                                                            |                                                            |                                                            |   |                         |                                                       |                                                       |                                                       |                                                       |                                                       |   |  |                                                        |                                                        |                                                        |                                                        |                                                        |   |  |                                                      |                                                      |                                                      |                                                      |                                                      |  |  |                                           |                                           |                                           |  |
|  |                                                            |                                                            |                                                            |                                                            |                                                            |   |                         |                                                       |                                                       |                                                       |                                                       |                                                       |   |  |                                                        |                                                        |                                                        |                                                        |                                                        |   |  |                                                      |                                                      |                                                      |                                                      |                                                      |  |  |                                           |                                           |                                           |  |
|  |                                                            |                                                            |                                                            |                                                            |                                                            |   |                         |                                                       |                                                       |                                                       |                                                       |                                                       |   |  |                                                        |                                                        |                                                        |                                                        |                                                        |   |  |                                                      |                                                      |                                                      |                                                      |                                                      |  |  |                                           |                                           |                                           |  |
|  |                                                            |                                                            |                                                            |                                                            |                                                            |   |                         |                                                       |                                                       |                                                       |                                                       |                                                       |   |  |                                                        |                                                        |                                                        |                                                        |                                                        |   |  |                                                      |                                                      |                                                      |                                                      |                                                      |  |  |                                           |                                           |                                           |  |

### Ronda Preliminar de la Fase Eliminatoria
| Equipo 1             | Agr.         | Equipo 2          | Ida | Vuelta |
| -------------------- | ------------ | ----------------- | --- | ------ |
| Barcelona            | 3–4          | Manchester United | 2–2 | 1–2    |
| Juventus             | 4–1          | Nantes            | 1–1 | 3–0    |
| Sporting de Portugal | 5–1          | Midtjylland       | 1–1 | 4–0    |
| Shakhtar Donetsk     | 3–3 (5–4 p.) | Stade Rennes      | 2–1 | 1–2    |
| Ajax                 | 1–3          | Unión Berlín      | 0–0 | 1–3    |
| Bayer Leverkusen     | 5–5 (5–3 p.) | Mónaco            | 2–3 | 3–2    |
| Sevilla              | 3–2          | PSV Eindhoven     | 3–0 | 0–2    |
| Salzburgo            | 1–2          | Roma              | 1–0 | 0–2    |

### Octavos de final
Participan un total de 16 equipos, 8 equipos campeones de la Fase de grupos y 8 ganadores de la Ronda preliminar de la Fase eliminatoria.
El sorteo de las llaves de los octavos de finsl de la Europa League se realizó en Nyon, Suiza, el 24 de febrero de 2023.
| Equipo 1             | Agr.         | Equipo 2             | Ida | Vuelta |
| -------------------- | ------------ | -------------------- | --- | ------ |
| Unión Berlín         | 3–6          | Union Saint-Gilloise | 3–3 | 0–3    |
| Sevilla              | 2–1          | Fenerbahçe           | 2–0 | 0–1    |
| Juventus             | 3–0          | Friburgo             | 1–0 | 2–0    |
| Bayer Leverkusen     | 4–0          | Ferencváros          | 2–0 | 2–0    |
| Sporting de Portugal | 3–3 (5–3 p.) | Arsenal              | 2–2 | 1–1    |
| Manchester United    | 5–1          | Real Betis           | 4–1 | 1–0    |
| Roma                 | 2–0          | Real Sociedad        | 2–0 | 0–0    |
| Shakhtar Donetsk     | 2–8          | Feyenoord            | 1–1 | 1–7    |

### Cuartos de final
Participan un total de 8 equipos ganadores de los Octavos de final.
| Equipo 1          | Agr.        | Equipo 2             | Ida | Vuelta |
| ----------------- | ----------- | -------------------- | --- | ------ |
| Manchester United | 2–5         | Sevilla              | 2–2 | 0–3    |
| Juventus          | 2–1         | Sporting de Portugal | 1–0 | 1–1    |
| Bayer Leverkusen  | 5–2         | Union Saint-Gilloise | 1–1 | 4–1    |
| Feyenoord         | 2–4 (t. s.) | Roma                 | 1–0 | 1–4    |

### Semifinales
Participan un total de 4 equipos ganadores de los Octavos de final.
| Equipo 1 | Agr.        | Equipo 2         | Ida | Vuelta |
| -------- | ----------- | ---------------- | --- | ------ |
| Juventus | 2–3 (t. s.) | Sevilla          | 1–1 | 1–2    |
| Roma     | 1–0         | Bayer Leverkusen | 1–0 | 0–0    |

### Final
| 13    | POR   | Yassine Bounou       |        |
| 16    | DEF   | Jesús Navas          | 94'    |
| 44    | DEF   | Loïc Badé            |        |
| 6     | DEF   | Nemanja Gudelj       | 120+8' |
| 3     | DEF   | Alex Telles          | 94'    |
| 20    | MED   | Fernando             | 120+8' |
| 10    | MED   | Ivan Rakitić         |        |
| 55    | MED   | Lucas Ocampos        |        |
| 25    | MED   | Bryan Gil            | 46'    |
| 21    | MED   | Óliver Torres        | 46'    |
| 15    | DEL   | Youssef En-Nesyri    |        |
| D. T. | D. T. | José Luis Mendilibar |        |

| 1     | POR   | Rui Patrício        |      |
| 23    | DEF   | Gianluca Mancini    |      |
| 6     | DEF   | Chris Smalling      |      |
| 3     | DEF   | Roger Ibáñez        |      |
| 4     | MED   | Bryan Cristante     |      |
| 8     | MED   | Nemanja Matić       | 120' |
| 19    | MED   | Zeki Çelik          | 91'  |
| 37    | MED   | Leonardo Spinazzola | 106' |
| 7     | DEL   | Lorenzo Pellegrini  | 106' |
| 21    | DEL   | Paulo Dybala        | 68'  |
| 9     | DEL   | Tammy Abraham       | 74'  |
| D. T. | D. T. | José Mourinho       |      |

| 7  | DEL | Suso            | 46'    |
| 17 | DEL | Erik Lamela     | 46'    |
| 2  | DEF | Gonzalo Montiel | 94'    |
| 4  | DEF | Karim Rekik     | 94'    |
| 23 | DEF | Marcão          | 120+8' |
| 8  | MED | Joan Jordán     | 120+8' |

| 25 | MED | Georginio Wijnaldum | 68'  |
| 11 | DEL | Andrea Belotti      | 74'  |
| 59 | MED | Nicola Zalewski     | 91'  |
| 14 | DEF | Diego Llorente      | 106' |
| 92 | DEL | Stephan El Shaarawy | 106' |
| 52 | MED | Edoardo Bove        | 120' |

| 55' | Gianluca Mancini | 1:1 |

| 35' | Paulo Dybala | 0:1 |

| Acierto de penal · Acierto de penal · Acierto de penal · Acierto de penal | Lucas Ocampos Erik Lamela Ivan Rakitić Gonzalo Montiel | 1:0 2:1 3:1 4:1 |

| Acierto de penal · Fallo de penal · Fallo de penal | Bryan Cristante Gianluca Mancini Roger Ibáñez | 1:1 2:1 3:1 |

| 36' · 65' · 109' · 120' · 120+4' · 120+10' | Rafa Mir (Suplente) Ivan Rakitić Erik Lamela Joan Jordán Gonzalo Montiel Lucas Ocampos |

| 21' · 45' · 48' · 65' · 74' · 82' · 105' · 120' · 120+8' | Nemanja Matić Lorenzo Pellegrini Gianluca Mancini Bryan Cristante Zeki Çelik Salvatore Foti (Asistente técnico) Nicola Zalewski José Mourinho Rick Karsdorp (Suplente) |

| Principal  | Anthony Taylor |
| Asistentes | Gary Beswick   |
|            | Adam Nunn      |
| Cuarto     | Michael Oliver |

| VAR            | Stuart Attwell       |
| Asistentes VAR | Christopher Kavanagh |
|                | Bastian Dankert      |

|                    |     |     |
| Tiros              | 17  | 10  |
| Tiros a puerta     | 3   | 3   |
| Faltas             | 21  | 19  |
| Saques de esquina  | 6   | 4   |
| Fueras de juego    | 1   | 1   |
| Posesión del balón | 62% | 38% |

| Alineación inicial |

| 13    | POR   | Yassine Bounou       |        |
| 16    | DEF   | Jesús Navas          | 94'    |
| 44    | DEF   | Loïc Badé            |        |
| 6     | DEF   | Nemanja Gudelj       | 120+8' |
| 3     | DEF   | Alex Telles          | 94'    |
| 20    | MED   | Fernando             | 120+8' |
| 10    | MED   | Ivan Rakitić         |        |
| 55    | MED   | Lucas Ocampos        |        |
| 25    | MED   | Bryan Gil            | 46'    |
| 21    | MED   | Óliver Torres        | 46'    |
| 15    | DEL   | Youssef En-Nesyri    |        |
| D. T. | D. T. | José Luis Mendilibar |        |

| 1     | POR   | Rui Patrício        |      |
| 23    | DEF   | Gianluca Mancini    |      |
| 6     | DEF   | Chris Smalling      |      |
| 3     | DEF   | Roger Ibáñez        |      |
| 4     | MED   | Bryan Cristante     |      |
| 8     | MED   | Nemanja Matić       | 120' |
| 19    | MED   | Zeki Çelik          | 91'  |
| 37    | MED   | Leonardo Spinazzola | 106' |
| 7     | DEL   | Lorenzo Pellegrini  | 106' |
| 21    | DEL   | Paulo Dybala        | 68'  |
| 9     | DEL   | Tammy Abraham       | 74'  |
| D. T. | D. T. | José Mourinho       |      |

| 7  | DEL | Suso            | 46'    |
| 17 | DEL | Erik Lamela     | 46'    |
| 2  | DEF | Gonzalo Montiel | 94'    |
| 4  | DEF | Karim Rekik     | 94'    |
| 23 | DEF | Marcão          | 120+8' |
| 8  | MED | Joan Jordán     | 120+8' |

| 25 | MED | Georginio Wijnaldum | 68'  |
| 11 | DEL | Andrea Belotti      | 74'  |
| 59 | MED | Nicola Zalewski     | 91'  |
| 14 | DEF | Diego Llorente      | 106' |
| 92 | DEL | Stephan El Shaarawy | 106' |
| 52 | MED | Edoardo Bove        | 120' |

| 55' | Gianluca Mancini | 1:1 |

| 35' | Paulo Dybala | 0:1 |

| Acierto de penal · Acierto de penal · Acierto de penal · Acierto de penal | Lucas Ocampos Erik Lamela Ivan Rakitić Gonzalo Montiel | 1:0 2:1 3:1 4:1 |

| Acierto de penal · Fallo de penal · Fallo de penal | Bryan Cristante Gianluca Mancini Roger Ibáñez | 1:1 2:1 3:1 |

| 36' · 65' · 109' · 120' · 120+4' · 120+10' | Rafa Mir (Suplente) Ivan Rakitić Erik Lamela Joan Jordán Gonzalo Montiel Lucas Ocampos |

| 21' · 45' · 48' · 65' · 74' · 82' · 105' · 120' · 120+8' | Nemanja Matić Lorenzo Pellegrini Gianluca Mancini Bryan Cristante Zeki Çelik Salvatore Foti (Asistente técnico) Nicola Zalewski José Mourinho Rick Karsdorp (Suplente) |

| Principal  | Anthony Taylor |
| Asistentes | Gary Beswick   |
|            | Adam Nunn      |
| Cuarto     | Michael Oliver |

| VAR            | Stuart Attwell       |
| Asistentes VAR | Christopher Kavanagh |
|                | Bastian Dankert      |

|                    |     |     |
| Tiros              | 17  | 10  |
| Tiros a puerta     | 3   | 3   |
| Faltas             | 21  | 19  |
| Saques de esquina  | 6   | 4   |
| Fueras de juego    | 1   | 1   |
| Posesión del balón | 62% | 38% |

| Alineación inicial |

| 13    | POR   | Yassine Bounou       |        |
| 16    | DEF   | Jesús Navas          | 94'    |
| 44    | DEF   | Loïc Badé            |        |
| 6     | DEF   | Nemanja Gudelj       | 120+8' |
| 3     | DEF   | Alex Telles          | 94'    |
| 20    | MED   | Fernando             | 120+8' |
| 10    | MED   | Ivan Rakitić         |        |
| 55    | MED   | Lucas Ocampos        |        |
| 25    | MED   | Bryan Gil            | 46'    |
| 21    | MED   | Óliver Torres        | 46'    |
| 15    | DEL   | Youssef En-Nesyri    |        |
| D. T. | D. T. | José Luis Mendilibar |        |

| 1     | POR   | Rui Patrício        |      |
| 23    | DEF   | Gianluca Mancini    |      |
| 6     | DEF   | Chris Smalling      |      |
| 3     | DEF   | Roger Ibáñez        |      |
| 4     | MED   | Bryan Cristante     |      |
| 8     | MED   | Nemanja Matić       | 120' |
| 19    | MED   | Zeki Çelik          | 91'  |
| 37    | MED   | Leonardo Spinazzola | 106' |
| 7     | DEL   | Lorenzo Pellegrini  | 106' |
| 21    | DEL   | Paulo Dybala        | 68'  |
| 9     | DEL   | Tammy Abraham       | 74'  |
| D. T. | D. T. | José Mourinho       |      |

| 7  | DEL | Suso            | 46'    |
| 17 | DEL | Erik Lamela     | 46'    |
| 2  | DEF | Gonzalo Montiel | 94'    |
| 4  | DEF | Karim Rekik     | 94'    |
| 23 | DEF | Marcão          | 120+8' |
| 8  | MED | Joan Jordán     | 120+8' |

| 25 | MED | Georginio Wijnaldum | 68'  |
| 11 | DEL | Andrea Belotti      | 74'  |
| 59 | MED | Nicola Zalewski     | 91'  |
| 14 | DEF | Diego Llorente      | 106' |
| 92 | DEL | Stephan El Shaarawy | 106' |
| 52 | MED | Edoardo Bove        | 120' |

| 55' | Gianluca Mancini | 1:1 |

| 35' | Paulo Dybala | 0:1 |

| Acierto de penal · Acierto de penal · Acierto de penal · Acierto de penal | Lucas Ocampos Erik Lamela Ivan Rakitić Gonzalo Montiel | 1:0 2:1 3:1 4:1 |

| Acierto de penal · Fallo de penal · Fallo de penal | Bryan Cristante Gianluca Mancini Roger Ibáñez | 1:1 2:1 3:1 |

| 36' · 65' · 109' · 120' · 120+4' · 120+10' | Rafa Mir (Suplente) Ivan Rakitić Erik Lamela Joan Jordán Gonzalo Montiel Lucas Ocampos |

| 21' · 45' · 48' · 65' · 74' · 82' · 105' · 120' · 120+8' | Nemanja Matić Lorenzo Pellegrini Gianluca Mancini Bryan Cristante Zeki Çelik Salvatore Foti (Asistente técnico) Nicola Zalewski José Mourinho Rick Karsdorp (Suplente) |

| Principal  | Anthony Taylor |
| Asistentes | Gary Beswick   |
|            | Adam Nunn      |
| Cuarto     | Michael Oliver |

| VAR            | Stuart Attwell       |
| Asistentes VAR | Christopher Kavanagh |
|                | Bastian Dankert      |

|                    |     |     |
| Tiros              | 17  | 10  |
| Tiros a puerta     | 3   | 3   |
| Faltas             | 21  | 19  |
| Saques de esquina  | 6   | 4   |
| Fueras de juego    | 1   | 1   |
| Posesión del balón | 62% | 38% |

| Alineación inicial |

| 13    | POR   | Yassine Bounou       |        |
| 16    | DEF   | Jesús Navas          | 94'    |
| 44    | DEF   | Loïc Badé            |        |
| 6     | DEF   | Nemanja Gudelj       | 120+8' |
| 3     | DEF   | Alex Telles          | 94'    |
| 20    | MED   | Fernando             | 120+8' |
| 10    | MED   | Ivan Rakitić         |        |
| 55    | MED   | Lucas Ocampos        |        |
| 25    | MED   | Bryan Gil            | 46'    |
| 21    | MED   | Óliver Torres        | 46'    |
| 15    | DEL   | Youssef En-Nesyri    |        |
| D. T. | D. T. | José Luis Mendilibar |        |

| 1     | POR   | Rui Patrício        |      |
| 23    | DEF   | Gianluca Mancini    |      |
| 6     | DEF   | Chris Smalling      |      |
| 3     | DEF   | Roger Ibáñez        |      |
| 4     | MED   | Bryan Cristante     |      |
| 8     | MED   | Nemanja Matić       | 120' |
| 19    | MED   | Zeki Çelik          | 91'  |
| 37    | MED   | Leonardo Spinazzola | 106' |
| 7     | DEL   | Lorenzo Pellegrini  | 106' |
| 21    | DEL   | Paulo Dybala        | 68'  |
| 9     | DEL   | Tammy Abraham       | 74'  |
| D. T. | D. T. | José Mourinho       |      |

| 7  | DEL | Suso            | 46'    |
| 17 | DEL | Erik Lamela     | 46'    |
| 2  | DEF | Gonzalo Montiel | 94'    |
| 4  | DEF | Karim Rekik     | 94'    |
| 23 | DEF | Marcão          | 120+8' |
| 8  | MED | Joan Jordán     | 120+8' |

| 25 | MED | Georginio Wijnaldum | 68'  |
| 11 | DEL | Andrea Belotti      | 74'  |
| 59 | MED | Nicola Zalewski     | 91'  |
| 14 | DEF | Diego Llorente      | 106' |
| 92 | DEL | Stephan El Shaarawy | 106' |
| 52 | MED | Edoardo Bove        | 120' |

| 55' | Gianluca Mancini | 1:1 |

| 35' | Paulo Dybala | 0:1 |

| Acierto de penal · Acierto de penal · Acierto de penal · Acierto de penal | Lucas Ocampos Erik Lamela Ivan Rakitić Gonzalo Montiel | 1:0 2:1 3:1 4:1 |

| Acierto de penal · Fallo de penal · Fallo de penal | Bryan Cristante Gianluca Mancini Roger Ibáñez | 1:1 2:1 3:1 |

| 36' · 65' · 109' · 120' · 120+4' · 120+10' | Rafa Mir (Suplente) Ivan Rakitić Erik Lamela Joan Jordán Gonzalo Montiel Lucas Ocampos |

| 21' · 45' · 48' · 65' · 74' · 82' · 105' · 120' · 120+8' | Nemanja Matić Lorenzo Pellegrini Gianluca Mancini Bryan Cristante Zeki Çelik Salvatore Foti (Asistente técnico) Nicola Zalewski José Mourinho Rick Karsdorp (Suplente) |

| Principal  | Anthony Taylor |
| Asistentes | Gary Beswick   |
|            | Adam Nunn      |
| Cuarto     | Michael Oliver |

| VAR            | Stuart Attwell       |
| Asistentes VAR | Christopher Kavanagh |
|                | Bastian Dankert      |

|                    |     |     |
| Tiros              | 17  | 10  |
| Tiros a puerta     | 3   | 3   |
| Faltas             | 21  | 19  |
| Saques de esquina  | 6   | 4   |
| Fueras de juego    | 1   | 1   |
| Posesión del balón | 62% | 38% |

| Alineación inicial |

|                            |
| Bandera de España          |
| Campeón Sevilla 7.º título |

## Estadísticas

### Máximos anotadores
Nota: No contabilizados los partidos y goles en rondas previas.
| \| Pos. \| Jugador \| Goles \| Part. (Min.) \| Prom. \| Club \| \| ---- \| ------------------ \| ----- \| ------------ \| ----- \| --------------------------- \| \| 1 \| Victor Boniface \| 6 \| 10 (777') \| 0.6 \| Royale Union Saint-Gilloise \| \| 2 \| Marcus Rashford \| 6 \| 9 (560') \| 0.67 \| Manchester United F. C. \| \| 3 \| Paulo Dybala \| 5 \| 11 (668') \| 0.45 \| A. S. Roma \| \| 4 \| Santiago Giménez \| 5 \| 9 (432') \| 0.56 \| Feyenoord de Róterdam \| \| 5 \| Lorenzo Pellegrini \| 4 \| 14 (1167') \| 0.29 \| A. S. Roma \| \| 6 \| Robin Knoche \| 4 \| 10 (892') \| 0.4 \| F. C. Unión Berlín \| \| 7 \| Youssef En-Nesyri \| 4 \| 9 (720') \| 0.44 \| Sevilla F. C. \| \| 8 \| Ángel Di María \| 4 \| 7 (554') \| 0.57 \| Juventus F. C. \| \| 9 \| Wissam Ben Yedder \| 4 \| 8 (528') \| 0.5 \| A. S. Monaco F. C. \| \| 10 \| Vitinha \| 4 \| 5 (406') \| 0.8 \| S. C. Braga \| Actualizado al último partido disputado el 31 de mayo de 2023 (de acuerdo a la página oficial de la competición). |                    |       |              |       |                             |
| Pos. | Jugador            | Goles | Part. (Min.) | Prom. | Club                        |
| 1 | Victor Boniface    | 6     | 10 (777')    | 0.6   | Royale Union Saint-Gilloise |
| 2 | Marcus Rashford    | 6     | 9 (560')     | 0.67  | Manchester United F. C.     |
| 3 | Paulo Dybala       | 5     | 11 (668')    | 0.45  | A. S. Roma                  |
| 4 | Santiago Giménez   | 5     | 9 (432')     | 0.56  | Feyenoord de Róterdam       |
| 5 | Lorenzo Pellegrini | 4     | 14 (1167')   | 0.29  | A. S. Roma                  |
| 6 | Robin Knoche       | 4     | 10 (892')    | 0.4   | F. C. Unión Berlín          |
| 7 | Youssef En-Nesyri  | 4     | 9 (720')     | 0.44  | Sevilla F. C.               |
| 8 | Ángel Di María     | 4     | 7 (554')     | 0.57  | Juventus F. C.              |
| 9 | Wissam Ben Yedder  | 4     | 8 (528')     | 0.5   | A. S. Monaco F. C.          |
| 10 | Vitinha            | 4     | 5 (406')     | 0.8   | S. C. Braga                 |

### Tabla de asistencias
Nota: No contabilizados los partidos y goles en rondas previas.
| \| Pos. \| Jugador \| Goles \| Part. (Min.) \| Prom. \| Club \| \| ---- \| ------------------------- \| ----- \| ------------ \| ----- \| --------------------------- \| \| 1 \| Evander da Silva Ferreira \| 5 \| 6 (514') \| 0.83 \| FC Midtjylland \| \| 2 \| Lorenzo Pellegrini \| 4 \| 14 (1167') \| 0.29 \| A. S. Roma \| \| 3 \| Tammy Abraham \| 4 \| 14 (868') \| 0.29 \| A. S. Roma \| \| 4 \| Bruno Fernandes \| 4 \| 11 (866') \| 0.36 \| Manchester United F. C. \| \| 5 \| Loïc Lapoussin \| 4 \| 10 (740') \| 0.4 \| Royale Union Saint-Gilloise \| \| 6 \| Anastasios Bakasetas \| 4 \| 6 (463') \| 0.67 \| Trabzonspor \| \| 7 \| Teddy Teuma \| 3 \| 9 (776') \| 0.33 \| Royale Union Saint-Gilloise \| \| 8 \| Jesús Navas \| 3 \| 9 (690') \| 0.33 \| Sevilla F. C. \| \| 9 \| Sebastian Szymański \| 3 \| 9 (680') \| 0.33 \| Feyenoord de Róterdam \| \| 10 \| Ludovic Blas \| 3 \| 8 (675') \| 0.38 \| F. C. Nantes \| \| 11 \| Juan Miranda González \| 3 \| 7 (540') \| 0.43 \| Real Betis Balompié \| \| 12 \| Amine Gouiri \| 3 \| 7 (453') \| 0.43 \| Stade Rennes F. C. \| \| 13 \| Simon Adingra \| 3 \| 9 (410') \| 0.33 \| Royale Union Saint-Gilloise \| \| 14 \| Oussama Idrissi \| 3 \| 7 (404') \| 0.43 \| Feyenoord de Róterdam \| \| 15 \| Cody Gakpo \| 3 \| 5 (370') \| 0.6 \| PSV Eindhoven \| \| 16 \| Diego Rossi \| 3 \| 6 (278') \| 0.5 \| Fenerbahçe S. K. \| Actualizado al último partido disputado el 31 de mayo de 2023 (de acuerdo a la página oficial de la competición). |                           |       |              |       |                             |
| Pos. | Jugador                   | Goles | Part. (Min.) | Prom. | Club                        |
| 1 | Evander da Silva Ferreira | 5     | 6 (514')     | 0.83  | FC Midtjylland              |
| 2 | Lorenzo Pellegrini        | 4     | 14 (1167')   | 0.29  | A. S. Roma                  |
| 3 | Tammy Abraham             | 4     | 14 (868')    | 0.29  | A. S. Roma                  |
| 4 | Bruno Fernandes           | 4     | 11 (866')    | 0.36  | Manchester United F. C.     |
| 5 | Loïc Lapoussin            | 4     | 10 (740')    | 0.4   | Royale Union Saint-Gilloise |
| 6 | Anastasios Bakasetas      | 4     | 6 (463')     | 0.67  | Trabzonspor                 |
| 7 | Teddy Teuma               | 3     | 9 (776')     | 0.33  | Royale Union Saint-Gilloise |
| 8 | Jesús Navas               | 3     | 9 (690')     | 0.33  | Sevilla F. C.               |
| 9 | Sebastian Szymański       | 3     | 9 (680')     | 0.33  | Feyenoord de Róterdam       |
| 10 | Ludovic Blas              | 3     | 8 (675')     | 0.38  | F. C. Nantes                |
| 11 | Juan Miranda González     | 3     | 7 (540')     | 0.43  | Real Betis Balompié         |
| 12 | Amine Gouiri              | 3     | 7 (453')     | 0.43  | Stade Rennes F. C.          |
| 13 | Simon Adingra             | 3     | 9 (410')     | 0.33  | Royale Union Saint-Gilloise |
| 14 | Oussama Idrissi           | 3     | 7 (404')     | 0.43  | Feyenoord de Róterdam       |
| 15 | Cody Gakpo                | 3     | 5 (370')     | 0.6   | PSV Eindhoven               |
| 16 | Diego Rossi               | 3     | 6 (278')     | 0.5   | Fenerbahçe S. K.            |

### Jugadores con tres o más goles en un partido
| Pos. | Jugador        | Goles | Fecha                  | Local                |                    | Resultado |                     | Visitante     | Reporte          |
| ---- | -------------- | ----- | ---------------------- | -------------------- | ------------------ | --------- | ------------------- | ------------- | ---------------- |
| 1    | Vítor Oliveira | 3     | 13 de octubre de 2022  | Union Saint-Gilloise | Bandera de Bélgica | 3 - 3     | Bandera de Portugal | Braga         | Jornada 4        |
| 2    | Kevin Volland  | 3     | 3 de noviembre de 2022 | Mónaco               | Bandera de Francia | 4 - 1     | Bandera de Serbia   | Estrella Roja | Jornada 6        |
| 3    | Ángel Di María | 3     | 23 de febrero de 2023  | Nantes               | Bandera de Francia | 0 - 3     | Bandera de Italia   | Juventus      | Ronda preliminar |

### Rendimiento general
Nota: No contabilizadas las estadísticas en rondas previas.
| Club | Club                 | Pts. | PJ | PG | PE | PP | GF | GC | Dif. | Rend.  |
| ---- | -------------------- | ---- | -- | -- | -- | -- | -- | -- | ---- | ------ |
| 1    | Sevilla              | 13   | 9  | 3  | 4  | 2  | 13 | 8  | +5   | 48.15% |
| 2    | Roma                 | 25   | 15 | 7  | 4  | 4  | 19 | 11 | +8   | 55.56% |
| 3    | Juventus             | 16   | 8  | 4  | 4  | 0  | 11 | 4  | +7   | 66.67% |
| 4    | Bayer Leverkusen     | 14   | 8  | 4  | 2  | 2  | 14 | 8  | +6   | 58.33% |
| 5    | Manchester United    | 26   | 12 | 8  | 2  | 2  | 21 | 12 | +9   | 72.22% |
| 6    | Union Saint-Gilloise | 18   | 10 | 5  | 3  | 2  | 19 | 15 | +4   | 60%    |
| 7    | Feyenoord            | 15   | 10 | 4  | 3  | 3  | 23 | 13 | +10  | 50%    |
| 8    | Sporting de Lisboa   | 7    | 6  | 1  | 4  | 1  | 9  | 6  | +3   | 38.89% |
| 9    | Fenerbahçe           | 17   | 8  | 5  | 2  | 1  | 14 | 9  | +5   | 70.83% |
| 10   | Arsenal              | 17   | 8  | 5  | 2  | 1  | 11 | 6  | +5   | 70.83% |
| 11   | Unión Berlín         | 17   | 10 | 5  | 2  | 3  | 10 | 9  | +1   | 56.67% |
| 12   | Real Sociedad        | 16   | 8  | 5  | 1  | 2  | 10 | 4  | +6   | 66.67% |
| 13   | Real Betis           | 16   | 8  | 5  | 1  | 2  | 13 | 9  | +4   | 66.67% |
| 14   | Friburgo             | 14   | 8  | 4  | 2  | 2  | 13 | 6  | +7   | 58.33% |
| 15   | Ferencváros          | 10   | 8  | 3  | 1  | 4  | 8  | 13 | -5   | 41.67% |
| 16   | Shakhtar Donetsk     | 4    | 4  | 1  | 1  | 2  | 4  | 10 | -6   | 33.33% |
| 17   | PSV Eindhoven        | 16   | 8  | 5  | 1  | 2  | 17 | 7  | +10  | 66.67% |
| 18   | Stade Rennes         | 15   | 8  | 4  | 3  | 1  | 13 | 10 | +3   | 62.5%  |
| 19   | Mónaco               | 13   | 8  | 4  | 1  | 3  | 14 | 13 | +1   | 54.17% |
| 20   | Nantes               | 10   | 8  | 3  | 1  | 4  | 7  | 15 | -8   | 41.67% |
| 21   | Midtjylland          | 9    | 8  | 2  | 3  | 3  | 12 | 12 | 0    | 37.5%  |
| 22   | Red Bull Salzburgo   | 3    | 2  | 1  | 0  | 1  | 1  | 2  | -1   | 50%    |
| 23   | Barcelona            | 1    | 2  | 0  | 1  | 1  | 3  | 4  | -1   | 16.67% |
| 24   | Ajax                 | 1    | 2  | 0  | 1  | 1  | 1  | 3  | -2   | 16.67% |
| 25   | Sporting Braga       | 10   | 6  | 3  | 1  | 2  | 9  | 7  | +2   | 55.56% |
| 26   | Trabzonspor          | 9    | 6  | 3  | 0  | 3  | 11 | 9  | +2   | 50%    |
| 27   | Qarabağ              | 8    | 6  | 2  | 2  | 2  | 9  | 5  | +4   | 44.44% |
| 28   | Lazio                | 8    | 6  | 2  | 2  | 2  | 9  | 11 | -2   | 44.44% |
| 29   | Sturm Graz           | 8    | 6  | 2  | 2  | 2  | 4  | 10 | -6   | 44.44% |
| 30   | Ludogorets Razgrad   | 7    | 6  | 2  | 1  | 3  | 8  | 9  | -1   | 38.89% |
| 31   | Estrella Roja        | 6    | 6  | 2  | 0  | 4  | 9  | 11 | -2   | 33.33% |
| 32   | Sheriff Tiraspol     | 6    | 6  | 2  | 0  | 4  | 4  | 10 | -6   | 33.33% |
| 33   | AEK Larnaca          | 5    | 6  | 1  | 2  | 3  | 7  | 10 | -3   | 27.78% |
| 34   | Bodø/Glimt           | 4    | 6  | 1  | 1  | 4  | 5  | 10 | -5   | 22.22% |
| 35   | Zürich               | 3    | 6  | 1  | 0  | 5  | 5  | 16 | -11  | 16.67% |
| 36   | Olympiacos           | 2    | 6  | 0  | 2  | 4  | 2  | 11 | -9   | 11.11% |
| 37   | Dinamo de Kiev       | 1    | 6  | 0  | 1  | 5  | 5  | 11 | -6   | 5.56%  |
| 38   | HJK                  | 1    | 6  | 0  | 1  | 5  | 2  | 13 | -11  | 5.56%  |
| 39   | Malmö                | 0    | 6  | 0  | 0  | 6  | 3  | 11 | -8   | 0%     |
| 40   | Omonia Nicosia       | 0    | 6  | 0  | 0  | 6  | 3  | 12 | -9   | 0%     |

### Equipo ideal
El grupo de observadores técnicos de UEFA, seleccionó los siguientes 11 futbolistas como «Equipo de la Temporada» de la competición:
| \| N.º. \| Pos. \| Nac. \| Jugador \| Equipo \| \| ------------------------------------------------------ \| ---- \| ---- \| ------------------ \| ----------------------- \| \| 13 \| POR \| \| Bono \| Sevilla F. C. \| \| 16 \| DEF \| \| Jesús Navas \| Sevilla F. C. \| \| 4 \| DEF \| \| Jonathan Tah \| Bayer Leverkusen \| \| 6 \| DEF \| \| Chris Smalling \| A. S. Roma \| \| 19 \| DEF \| \| Marcos Acuña \| Sevilla F. C. \| \| 10 \| MED \| \| Ivan Rakitić \| Sevilla F. C. \| \| 8 \| MED \| \| Nemanja Matić \| A. S. Roma \| \| 7 \| MED \| \| Lorenzo Pellegrini \| A. S. Roma \| \| 21 \| DEL \| \| Paulo Dybala \| A. S. Roma \| \| 7 \| DEL \| \| Victor Boniface \| Union Saint-Gilloise \| \| 10 \| DEL \| \| Marcus Rashford \| Manchester United F. C. \| \| Fuente: Unión Europea de Asociaciones de Fútbol (UEFA) \| \| \| \| \| |      |                       |                    |                         |
| N.º. | Pos. | Nac.                  | Jugador            | Equipo                  |
| 13 | POR  | Bandera de Marruecos  | Bono               | Sevilla F. C.           |
| 16 | DEF  | Bandera de España     | Jesús Navas        | Sevilla F. C.           |
| 4 | DEF  | Bandera de Alemania   | Jonathan Tah       | Bayer Leverkusen        |
| 6 | DEF  | Bandera de Inglaterra | Chris Smalling     | A. S. Roma              |
| 19 | DEF  | Bandera de Argentina  | Marcos Acuña       | Sevilla F. C.           |
| 10 | MED  | Bandera de Croacia    | Ivan Rakitić       | Sevilla F. C.           |
| 8 | MED  | Bandera de Serbia     | Nemanja Matić      | A. S. Roma              |
| 7 | MED  | Bandera de Italia     | Lorenzo Pellegrini | A. S. Roma              |
| 21 | DEL  | Bandera de Argentina  | Paulo Dybala       | A. S. Roma              |
| 7 | DEL  | Bandera de Nigeria    | Victor Boniface    | Union Saint-Gilloise    |
| 10 | DEL  | Bandera de Inglaterra | Marcus Rashford    | Manchester United F. C. |
| Fuente: Unión Europea de Asociaciones de Fútbol (UEFA) |      |                       |                    |                         |